# Liga Națională de handbal feminin 2019-2020
Liga Națională de handbal feminin 2019-2020, denumită din motive de sponsorizare Liga Florilor MOL, a fost a 62-a ediție a primului eșalon valoric al campionatului național de handbal feminin românesc, respectiv a 23-a ediție în sistemul Ligii Naționale. Competiția a fost organizată de Federația Română de Handbal (FRH). 
Ediția din 2019-2020 a fost grav afectată de pandemia de coronaviroză cauzată de noul coronavirus 2019-nCoV (SARS-CoV-2). Din acest motiv, pe 8 martie 2020, Federația Română de Handbal a anunțat că numărul total al persoanelor prezente în sălile de sport în timpul partidelor nu trebuie să depășească 1000, în conformitate cu decizia din aceeași zi a Departamentului pentru Situații de Urgență și a Ministerului Afacerilor Interne, pentru a preîntâmpina răspândirea coronavirusului. Pe 13 martie, Federația Română de Handbal a decis „sistarea tuturor competițiilor de handbal organizate sub egida F.R.H., A.J.H., A.M.H. până la data de 31 martie”. Pe 19 martie, Federația Română de Handbal a hotărât „prelungirea perioadei de suspendare a tuturor competițiilor sportive organizate sub egida F.R.H./A/J.H./A.M.H. până la încheierea Stării de urgență”, instituită pe 16 martie 2020 pentru o perioadă de 30 de zile prin Decretul nr.195/2020. Pe 14 aprilie, starea de urgență a fost prelungită pe o perioadă de 30 de zile prin Decretul nr.240/2020. Pe 13 mai 2020, Ministerul Tineretului și Sportului și Ministerul Sănătății au emis ordinul 565/806 „în legătură cu aprobarea regulamentului privind condițiile necesar a fi respectate în vederea reluării antrenamentelor sportive în cantonamente”.
Pe 18 mai 2020, Consiliul de Administrație al FRH, întrunit sub formă de videoconferință, a analizat modalitatea de închidere a sezonului 2019-2020. Cu 11 voturi „pentru” și 5 voturi „împotrivă” s-a decis ca în Liga Națională feminină să nu se mai dispute restul de meciuri rămase și să se încheie campionatul fără acordare de titlu și medalii. De asemenea, cu 10 voturi „pentru” și 6 voturi „împotrivă” s-a votat rămânerea în vigoare a clasamentului valabil la data de 11 martie 2020, când s-a desfășurat ultimul meci, fără introducerea unor criterii finale de departajare. De asemenea, s-a votat în unanimitate ca nici o echipă să nu retrogradeze în Divizia A, dar să se organizeze un turneu de promovare în urma căruia în Liga Națională de handbal feminin 2020-2021 să promoveze primele 3 echipe din Divizia A.

## Televizări
Televiziunea Română a fost singura care a deținut drepturile de televizare și a transmis în general cel puțin două meciuri din fiecare etapă.

## Parteneri oficiali
Partenerii oficiali ai FRH pentru ediția 2019-2020 a Ligii Naționale au fost:
- MOL (din 17 ianuarie 2020)[2]
- BRD - Groupe Société Générale
- Niro Investment Group
- Ministerul Tineretului și Sportului
- Ministerul Educației și Cercetării
- Comitetul Olimpic și Sportiv Român

## Săli
Partidele s-au jucat în principalele săli de sport din orașele de reședință ale echipelor. În București și Cluj meciurile s-au jucat în câte două săli, în funcție de disponibilitatea acestora și de potențialul de spectatori al partidelor. Cele două săli din București sunt Sala Polivalentă și Sala „Rapid”, iar cele din Cluj sunt BTarena și Sala „Horia Demian”.
| București                              | București                             | Baia Mare                                         |
| -------------------------------------- | ------------------------------------- | ------------------------------------------------- |
| Sala „Rapid” Capacitate: 1.500         | Sala Polivalentă Capacitate: 5.300    | Sala „Lascăr Pană” Capacitate: 2.060              |
| Cluj                                   | Cluj                                  | Brașov                                            |
| BTarena Capacitate: 7.227              | Sala „Horia Demian” Capacitate: 2.800 | Sala „Dumitru Popescu Colibași” Capacitate: 1.570 |
| Buzău                                  | Craiova                               | Râmnicu Vâlcea                                    |
| Sala „Romeo Iamandi” Capacitate: 1.868 | Sala Polivalentă Capacitate: 4.215    | Sala „Traian” Capacitate: 3.126                   |
|                                        |                                       |                                                   |

## Echipe participante
În afara echipelor care s-au clasat pe primele 10 poziții la sfârșitul ediției 2018-2019 și care și-au păstrat astfel locul în Liga Națională, au mai promovat din Divizia A HCM Slobozia și CS Rapid București, echipele clasate pe locurile 1 și 2 la turneul final. Alte două echipe, CSM Slatina și „U” Cluj, au fost decise în urma unui turneu de baraj. CSM Slatina și-a asigurat rămânerea în Liga Națională pe 6 iunie 2019, după ce a obținut a doua victorie la turneul de baraj, iar „U” Cluj pe 7 iunie 2019.
Astfel, echipele care au participat în sezonul competițional 2019-2020 al Ligii Naționale de handbal feminin sunt:
| - CSM București - SCM Craiova - CS Măgura Cisnădie - SCM Râmnicu Vâlcea - HC Zalău - CS Gloria Bistrița - Corona Brașov1) | - SCM Gloria Buzău - HC Dunărea Brăila - CS Minaur Baia Mare - CS Rapid Bucureștia) - HCM Sloboziaa) - CSM Slatinab) - „U” Clujb) |

a) Calificate direct din Divizia A;
b) Calificate în urma unui turneu de baraj;

## Clasament
|  | Echipe retrogradate în Divizia A |

Modificat pe 22 ianuarie 2020, după retrogradarea Coronei Brașov din Liga Națională;2)

Actualizat pe 11 martie 2020, valabil pe 18 mai 2020, după anularea etapelor rămase de disputat;3)
| Poz. | Echipa              | J  | V  | E | Î  | GM  | GP  | G     | P  |
| ---- | ------------------- | -- | -- | - | -- | --- | --- | ----- | -- |
| 1    | SCM Râmnicu Vâlcea  | 18 | 14 | 1 | 3  | 488 | 405 | + 83  | 43 |
| 2    | CSM București       | 17 | 14 | 1 | 2  | 467 | 386 | + 81  | 43 |
| 3    | CS Minaur Baia Mare | 18 | 11 | 3 | 4  | 473 | 423 | + 50  | 36 |
| 4    | SCM Gloria Buzău    | 18 | 11 | 2 | 5  | 464 | 437 | + 27  | 35 |
| 5    | HC Dunărea Brăila   | 17 | 10 | 0 | 7  | 453 | 425 | + 28  | 30 |
| 6    | CS Gloria Bistrița  | 17 | 9  | 0 | 8  | 434 | 418 | + 16  | 27 |
| 7    | CS Măgura Cisnădie  | 17 | 8  | 3 | 6  | 422 | 409 | + 13  | 27 |
| 8    | HC Zalău            | 17 | 9  | 0 | 8  | 410 | 101 | + 9   | 27 |
| 9    | SCM Craiova         | 18 | 9  | 0 | 9  | 403 | 414 | – 11  | 27 |
| 10   | CSM Slatina         | 17 | 6  | 1 | 10 | 405 | 441 | – 36  | 19 |
| 11   | CS Rapid București  | 17 | 3  | 0 | 14 | 362 | 440 | – 78  | 9  |
| 12   | „U” Cluj            | 18 | 2  | 0 | 16 | 433 | 535 | – 102 | 6  |
| 13   | HCM Slobozia        | 17 | 1  | 1 | 15 | 364 | 444 | – 80  | 4  |
| 14   | Corona Brașov1)     | 11 | 8  | 2 | 1  | 307 | 272 | + 35  | 26 |

1) Pe 19 noiembrie 2019, agenția română anti-doping (ANAD) a anunțat că a notificat trei sportive de la clubul de handbal Corona Brașov, Bianca Bazaliu, Cristina Laslo și Daciana Hosu, că sunt suspectate de utilizarea unei metode interzise, terapia cu laser intravenos. Pe 25 noiembrie, ANAD a decis suspendarea temporară a celor trei handbaliste. Ulterior, ancheta ANAD a fost extinsă împotriva tuturor jucătoarelor clubului. În consecință, în ședința sa din 3 decembrie 2019, Comisia Centrală de Disciplină a Federației Române de Handbal a decis suspendarea provizorie a tuturor jucătoarelor echipei Corona Brașov din toate competițiile organizate de FRH. Într-o nouă ședință desfășurată pe 5 decembrie, Comisia Centrală de Disciplină a decis ridicarea măsurii de suspendare provizorie dispusă anterior împotriva handbalistelor Andreea Chiricuță și Alicia Gogîrlă, după ce a luat la cunoștință că, în urma audierilor și verificărilor efectuate de ANAD, a rezultat că cele două sportive nu au efectuat terapia cu laser intravenos. 
Pe 6 decembrie 2019, întrunită într-o nouă ședință, Comisia Centrală de Disciplină a FRH a hotărât, „în baza dispozițiilor art. 62, alin. 2 din Legea 227/2006 privind prevenirea și combaterea dopajului în sport”, să „sancționeze echipa de handbal feminin senioare a CSM Corona Brașov cu descalificarea și pierderea punctelor obținute în Liga Națională, sezonul competițional 2019-2020”. Decizia a fost atacată cu apel de clubul brașovean, iar pe data de 1 ianuarie 2020 FRH a retractat parțial decizia din 6 decembrie 2019 și a anunțat că „jocurile echipei CSM Corona Brașov vor fi amânate până la momentul publicării hotărârii definitive a Comisiei de Apel”. Pe 22 ianuarie 2020, Comisia Centrală de Apel a FRH a admis apelul formulat de CSM Corona Brașov și a schimbat în parte hotarârea din 6 decembrie 2019, sancționând echipa de handbal din Brașov cu „retrogradarea din Liga Națională „Liga Florilor MOL” ediția 2019-2020”, menținând în rest celelalte dispoziții ale hotărârii atacate. Decizia a fost una definitivă.
2) În urma retrogradării Coronei Brașov, în Liga Națională au rămas doar 13 echipe, iar rezultatele înregistrate de Corona Brașov până în acel moment au fost anulate. Clasamentul general a fost actualizat prin scăderea numărului partidelor, a punctelor obținute, a golurilor înscrise și a golurilor marcate de celelalte echipe în meciurile disputate împotriva Coronei Brașov.
3) Pe 18 mai 2020, Consiliul de Administrație al FRH a decis anularea etapelor rămase de disputat și încheierea campionatului fără acordare de titlu și medalii, precum și rămânerea în vigoare a clasamentului valabil la data de 11 februarie 2020, când s-a desfășurat ultimul meci, fără introducerea unor criterii finale de departajare.

## Rezultate în tur
Programul turului campionatului a fost anunțat pe 19 iunie 2019.
Date oficiale publicate de Federația Română de Handbal

### Etapa I
| 31 august 2019 11:00 | CS Minaur Baia Mare | 25 – 25 | CS Măgura Cisnădie | Sala Sporturilor „Lascăr Pană”, Baia Mare Asistență: 600 Arbitri: Năstase, Stancu |
| 31 august 2019 11:00 | Šteriova 7          | (11–12) | Moldovan 9         | Sala Sporturilor „Lascăr Pană”, Baia Mare Asistență: 600 Arbitri: Năstase, Stancu |
| 31 august 2019 11:00 | 3× 3×               | Cronica | 2×                 | Sala Sporturilor „Lascăr Pană”, Baia Mare Asistență: 600 Arbitri: Năstase, Stancu |

| 31 august 2019 12:00 | HCM Slobozia | 25 – 25 | CSM Slatina | Sala Sporturilor „Andreea Nica”, Slobozia Arbitri: Pârvu, Potîrniche |
| 31 august 2019 12:00 | Ivan 7       | (9–12)  | Popescu 7   | Sala Sporturilor „Andreea Nica”, Slobozia Arbitri: Pârvu, Potîrniche |
| 31 august 2019 12:00 | 4× 1×        | Cronica | 7× 2×       | Sala Sporturilor „Andreea Nica”, Slobozia Arbitri: Pârvu, Potîrniche |

| 31 august 2019 12:30 | CS Rapid București | 20 – 30 | Corona Brașov      | Sala „Rapid”, București Arbitri: Mârza, Nedelea |
| 31 august 2019 12:30 | Trifan 5           | (9–14)  | Chiricuță, Tîrcă 7 | Sala „Rapid”, București Arbitri: Mârza, Nedelea |
| 31 august 2019 12:30 | 1× 3×              | Cronica | 5× 1×              | Sala „Rapid”, București Arbitri: Mârza, Nedelea |

| 31 august 2019 TVR 112:30 | SCM Râmnicu Vâlcea | 24 – 18 | HC Dunărea Brăila | Sala Sporturilor „Traian”, Râmnicu Vâlcea Arbitri: Gurbina, Stanciu |
| 31 august 2019 TVR 112:30 | Nørgaard 6         | (13–7)  | Dache 4           | Sala Sporturilor „Traian”, Râmnicu Vâlcea Arbitri: Gurbina, Stanciu |
| 31 august 2019 TVR 112:30 | 6× 3×              | Cronica | 1× 2×             | Sala Sporturilor „Traian”, Râmnicu Vâlcea Arbitri: Gurbina, Stanciu |

| 31 august 2019 18:00 | SCM Gloria Buzău | 32 – 22 | „U” Cluj | Sala Sporturilor „Romeo Iamandi”, Buzău Arbitri: Iliescu, Manea |
| 31 august 2019 18:00 | Iuganu 9         | (16–9)  | Lazăr 5  | Sala Sporturilor „Romeo Iamandi”, Buzău Arbitri: Iliescu, Manea |
| 31 august 2019 18:00 | 7× 3×            | Cronica | 1× 2× 1× | Sala Sporturilor „Romeo Iamandi”, Buzău Arbitri: Iliescu, Manea |

| 1 septembrie 2019 TVR HD11:00 | CS Gloria 2018 Bistrița | 22 – 24 | SCM Craiova | Sala Polivalentă, Bistrița Arbitri: Stark, Ștefan |
| 1 septembrie 2019 TVR HD11:00 | Ilina 6                 | (10–11) | Vizitiu 9   | Sala Polivalentă, Bistrița Arbitri: Stark, Ștefan |
| 1 septembrie 2019 TVR HD11:00 | 2× 2×                   | Cronica | 4× 2×       | Sala Polivalentă, Bistrița Arbitri: Stark, Ștefan |

| 1 septembrie 2019 TVR 115:30 | HC Zalău      | 25 – 24 | CSM București       | Sala Sporturilor „Gheorghe Tadici”, Zalău Arbitri: Iacob, Savu |
| 1 septembrie 2019 TVR 115:30 | Abed Kader 13 | (13–13) | Klikovac, Perianu 5 | Sala Sporturilor „Gheorghe Tadici”, Zalău Arbitri: Iacob, Savu |
| 1 septembrie 2019 TVR 115:30 | 2× 1×         | Cronica | 8× 4× 1×            | Sala Sporturilor „Gheorghe Tadici”, Zalău Arbitri: Iacob, Savu |

### Etapa a II-a
| 4 septembrie 2019 11:00 | SCM Craiova | 27 – 26 | HC Zalău     | Sala Polivalentă, Craiova Arbitri: Agliceriu, Turdean |
| 4 septembrie 2019 11:00 | Țicu 10     | (12–16) | Abed Kader 8 | Sala Polivalentă, Craiova Arbitri: Agliceriu, Turdean |
| 4 septembrie 2019 11:00 | 4× 3×       | Cronica | 1× 1×        | Sala Polivalentă, Craiova Arbitri: Agliceriu, Turdean |

| 6 septembrie 2019 TVR HD17:00 | CS Rapid București | 20 – 24 | CS Gloria 2018 Bistrița       | Sala „Rapid”, București Arbitri: Năstase, Stancu |
| 6 septembrie 2019 TVR HD17:00 | Livrinikj 4        | (12–13) | Ardean-Elisei, Vasilevskaia 5 | Sala „Rapid”, București Arbitri: Năstase, Stancu |
| 6 septembrie 2019 TVR HD17:00 | 4× 2×              | Cronica | 2× 2×                         | Sala „Rapid”, București Arbitri: Năstase, Stancu |

| 6 septembrie 2019 TVR HD19:15 | CSM București   | 28 – 21 | SCM Gloria Buzău | Sala „Rapid”, București Arbitri: Florescu, Stoia |
| 6 septembrie 2019 TVR HD19:15 | Grbić, Pintea 5 | (17–8)  | Iuganu 6         | Sala „Rapid”, București Arbitri: Florescu, Stoia |
| 6 septembrie 2019 TVR HD19:15 | 3× 3×           | Cronica | 1× 3×            | Sala „Rapid”, București Arbitri: Florescu, Stoia |

| 7 septembrie 2019 11:00 | CSM Slatina | 23 – 30 | SCM Râmnicu Vâlcea | Sala de sport a LPS, Slatina Arbitri: Doană, Gociu |
| 7 septembrie 2019 11:00 | Popescu 5   | (8–14)  | González 6         | Sala de sport a LPS, Slatina Arbitri: Doană, Gociu |
| 7 septembrie 2019 11:00 | 2× 3×       | Cronica | 4× 3×              | Sala de sport a LPS, Slatina Arbitri: Doană, Gociu |

| 7 septembrie 2019 18:00 | „U” Cluj   | 21 – 23 | CS Minaur Baia Mare              | Sala Sporturilor „Horia Demian”, Cluj Asistență: 500 Arbitri: Ciobea, Dordea |
| 7 septembrie 2019 18:00 | Gandulfo 7 | (7–10)  | Burlacenko, Lisewska, Šteriova 4 | Sala Sporturilor „Horia Demian”, Cluj Asistență: 500 Arbitri: Ciobea, Dordea |
| 7 septembrie 2019 18:00 | 1× 1×      | Cronica | 1× 1×                            | Sala Sporturilor „Horia Demian”, Cluj Asistență: 500 Arbitri: Ciobea, Dordea |

| 7 septembrie 2019 18:00 | CS Măgura Cisnădie | 33 – 22 | HCM Slobozia | Sala Polivalentă „Măgura”, Cisnădie Arbitri: Nițișor, Stamatoiu |
| 7 septembrie 2019 18:00 | Moldovan 14        | (15–10) | Georgescu 7  | Sala Polivalentă „Măgura”, Cisnădie Arbitri: Nițișor, Stamatoiu |
| 7 septembrie 2019 18:00 | 3× 3×              | Cronica | 7× 3× 1×     | Sala Polivalentă „Măgura”, Cisnădie Arbitri: Nițișor, Stamatoiu |

| 8 septembrie 2019 TVR 117:30 | Corona Brașov | 28 – 24 | HC Dunărea Brăila  | Sala „Dumitru Popescu Colibași”, Brașov Arbitri: Ghiorghișor, State |
| 8 septembrie 2019 TVR 117:30 | Tîrcă 7       | (15–12) | Dache, Dmitrović 6 | Sala „Dumitru Popescu Colibași”, Brașov Arbitri: Ghiorghișor, State |
| 8 septembrie 2019 TVR 117:30 | 2× 2×         | Cronica | 2×                 | Sala „Dumitru Popescu Colibași”, Brașov Arbitri: Ghiorghișor, State |

### Etapa a III-a
| 11 septembrie 2019 17:00 | CS Gloria 2018 Bistrița | 19 – 24 | Corona Brașov | Sala Polivalentă, Bistrița Arbitri: Fînață, Hendrea |
| 11 septembrie 2019 17:00 | Ilina 5                 | (8–12)  | Chiricuță 6   | Sala Polivalentă, Bistrița Arbitri: Fînață, Hendrea |
| 11 septembrie 2019 17:00 | 2× 3×                   | Cronica | 1× 3×         | Sala Polivalentă, Bistrița Arbitri: Fînață, Hendrea |

| 11 septembrie 2019 17:00 | HC Zalău            | 26 – 20 | CS Rapid București | Sala Sporturilor „Gheorghe Tadici”, Zalău Arbitri: Harabagiu, Stănescu |
| 11 septembrie 2019 17:00 | Abed Kader, Lazea 5 | (13–7)  | Bazon, Trifan 5    | Sala Sporturilor „Gheorghe Tadici”, Zalău Arbitri: Harabagiu, Stănescu |
| 11 septembrie 2019 17:00 | 6× 3× 1×            | Cronica | 7× 3×              | Sala Sporturilor „Gheorghe Tadici”, Zalău Arbitri: Harabagiu, Stănescu |

| 11 septembrie 2019 18:00 | SCM Gloria Buzău | 23 – 18 | SCM Craiova | Sala Sporturilor „Romeo Iamandi”, Buzău Arbitri: Badiu, Barbu |
| 11 septembrie 2019 18:00 | Gavrilă 5        | (13–7)  | Klikovac 6  | Sala Sporturilor „Romeo Iamandi”, Buzău Arbitri: Badiu, Barbu |
| 11 septembrie 2019 18:00 | 6× 1×            | Cronica | 6× 2×       | Sala Sporturilor „Romeo Iamandi”, Buzău Arbitri: Badiu, Barbu |

| 11 septembrie 2019 18:00 | HCM Slobozia | 21 – 18 | „U” Cluj   | Sala Sporturilor „Andreea Nica”, Slobozia Arbitri: Ghiorghișor, State |
| 11 septembrie 2019 18:00 | Georgescu 5  | (11–8)  | Gandulfo 6 | Sala Sporturilor „Andreea Nica”, Slobozia Arbitri: Ghiorghișor, State |
| 11 septembrie 2019 18:00 | 3× 1×        | Cronica | 5×         | Sala Sporturilor „Andreea Nica”, Slobozia Arbitri: Ghiorghișor, State |

| 11 septembrie 2019 18:00 | HC Dunărea Brăila | 34 – 21 | CSM Slatina       | Sala Polivalentă „Danubius”, Brăila Arbitri: Popa, Velișca |
| 11 septembrie 2019 18:00 | Czeczi 11         | (16–9)  | Chitacu, Ostase 5 | Sala Polivalentă „Danubius”, Brăila Arbitri: Popa, Velișca |
| 11 septembrie 2019 18:00 | 2×                | Cronica | 3× 1×             | Sala Polivalentă „Danubius”, Brăila Arbitri: Popa, Velișca |

| 11 septembrie 2019 TVR HD18:00 | CS Minaur Baia Mare | 24 – 30 | CSM București | Sala Sporturilor „Lascăr Pană”, Baia Mare Arbitri: Cazan, Suliman |
| 11 septembrie 2019 TVR HD18:00 | Szőlősi 5           | (11–14) | Moisă 8       | Sala Sporturilor „Lascăr Pană”, Baia Mare Arbitri: Cazan, Suliman |
| 11 septembrie 2019 TVR HD18:00 | 3× 3×               | Cronica | 3× 3×         | Sala Sporturilor „Lascăr Pană”, Baia Mare Arbitri: Cazan, Suliman |

| 12 septembrie 2019 TVR HD18:00 | SCM Râmnicu Vâlcea | 27 – 17 | CS Măgura Cisnădie | Sala Sporturilor „Traian”, Râmnicu Vâlcea Arbitri: Florescu, Stoia |
| 12 septembrie 2019 TVR HD18:00 | Nørgaard 6         | (11–10) | Smbatian 5         | Sala Sporturilor „Traian”, Râmnicu Vâlcea Arbitri: Florescu, Stoia |
| 12 septembrie 2019 TVR HD18:00 | 1× 3×              | Cronica | 2×                 | Sala Sporturilor „Traian”, Râmnicu Vâlcea Arbitri: Florescu, Stoia |

### Etapa a IV-a
| 14 septembrie 2019 TVR 112:30 | SCM Craiova     | 17 – 22 | CS Minaur Baia Mare | Sala Polivalentă, Craiova Arbitri: Pârvu, Potîrniche |
| 14 septembrie 2019 TVR 112:30 | Țicu, Vizitiu 5 | (8–13)  | Cîrstea 5           | Sala Polivalentă, Craiova Arbitri: Pârvu, Potîrniche |
| 14 septembrie 2019 TVR 112:30 | 3× 3×           | Cronica | 6× 2×               | Sala Polivalentă, Craiova Arbitri: Pârvu, Potîrniche |

| 14 septembrie 2019 12:30 | CS Rapid București             | 27 – 31 | SCM Gloria Buzău  | Sala „Rapid”, București Arbitri: Murariu, Tăbăcariu |
| 14 septembrie 2019 12:30 | Carabulea, Livrinikj, Trifan 5 | (14–13) | Gavrilă, Iuganu 8 | Sala „Rapid”, București Arbitri: Murariu, Tăbăcariu |
| 14 septembrie 2019 12:30 | 8× 2× 1×                       | Cronica | 6× 3×             | Sala „Rapid”, București Arbitri: Murariu, Tăbăcariu |

| 14 septembrie 2019 17:00 | CSM București | 27 – 21 | HCM Slobozia | Sala „Rapid”, București Arbitri: Gherman, Moldovan |
| 14 septembrie 2019 17:00 | Moisă 8       | (13–10) | Văcariu 6    | Sala „Rapid”, București Arbitri: Gherman, Moldovan |
| 14 septembrie 2019 17:00 | 6× 1× 1×      | Cronica | 4× 2×        | Sala „Rapid”, București Arbitri: Gherman, Moldovan |

| 14 septembrie 2019 17:00 | CS Gloria 2018 Bistrița | 24 – 23 | HC Zalău | Sala Polivalentă, Bistrița Arbitri: Năstase, Stancu |
| 14 septembrie 2019 17:00 | Ilina 6                 | (10–11) | Tecar 7  | Sala Polivalentă, Bistrița Arbitri: Năstase, Stancu |
| 14 septembrie 2019 17:00 | 6× 1×                   | Cronica | 3× 2×    | Sala Polivalentă, Bistrița Arbitri: Năstase, Stancu |

| 14 septembrie 2019 18:00 | Corona Brașov | 31 – 22 | CSM Slatina | Sala „Dumitru Popescu Colibași”, Brașov Arbitri: Gheorghiu, Hagiu |
| 14 septembrie 2019 18:00 | Bucur 9       | (17–11) | Ostase 5    | Sala „Dumitru Popescu Colibași”, Brașov Arbitri: Gheorghiu, Hagiu |
| 14 septembrie 2019 18:00 | 3× 2×         | Cronica | 3× 2×       | Sala „Dumitru Popescu Colibași”, Brașov Arbitri: Gheorghiu, Hagiu |

| 15 septembrie 2019 TVR 211:00 | „U” Cluj | 23 – 34 | SCM Râmnicu Vâlcea | Sala „Gheorghe Barițiu”, Turda Arbitri: Basso, Tofan |
| 15 septembrie 2019 TVR 211:00 | Lazăr 7  | (8–20)  | Florica 7          | Sala „Gheorghe Barițiu”, Turda Arbitri: Basso, Tofan |
| 15 septembrie 2019 TVR 211:00 | 2×       | Cronica | 2×                 | Sala „Gheorghe Barițiu”, Turda Arbitri: Basso, Tofan |

| 15 septembrie 2019 18:00 | CS Măgura Cisnădie | 25 – 26 | HC Dunărea Brăila | Sala Polivalentă „Măgura”, Cisnădie Arbitri: Drăghici, Drăguț |
| 15 septembrie 2019 18:00 | Moldovan 10        | (17–16) | Dmitrović 11      | Sala Polivalentă „Măgura”, Cisnădie Arbitri: Drăghici, Drăguț |
| 15 septembrie 2019 18:00 | 2× 3×              | Cronica | 8× 2×             | Sala Polivalentă „Măgura”, Cisnădie Arbitri: Drăghici, Drăguț |

### Etapa a V-a
| 20 septembrie 2019 TVR HD18:00 | HC Zalău     | 25 – 28 | Corona Brașov | Sala Sporturilor „Gheorghe Tadici”, Zalău Arbitri: Drăghici, Drăguț |
| 20 septembrie 2019 TVR HD18:00 | Abed Kader 8 | (10–16) | Tîrcă 12      | Sala Sporturilor „Gheorghe Tadici”, Zalău Arbitri: Drăghici, Drăguț |
| 20 septembrie 2019 TVR HD18:00 | 1× 1×        | Cronica | 5× 2×         | Sala Sporturilor „Gheorghe Tadici”, Zalău Arbitri: Drăghici, Drăguț |

Deși inițial programat să fie televizat în direct, meciul a fost transmis de TVR doar înregistrat.
| 21 septembrie 2019 11:00 | CS Minaur Baia Mare | 37 – 22 | CS Rapid București | Sala Sporturilor „Lascăr Pană”, Baia Mare Asistență: 400 Arbitri: Florescu, Stoia |
| 21 septembrie 2019 11:00 | Popa 6              | (21–8)  | Livrinikj 6        | Sala Sporturilor „Lascăr Pană”, Baia Mare Asistență: 400 Arbitri: Florescu, Stoia |
| 21 septembrie 2019 11:00 | 2× 1×               | Cronica | 4× 3×              | Sala Sporturilor „Lascăr Pană”, Baia Mare Asistență: 400 Arbitri: Florescu, Stoia |

| 21 septembrie 2019 11:00 | CSM Slatina | 21 – 28 | CS Măgura Cisnădie | Sala de sport a LPS, Slatina Arbitri: Moldoveanu, Georgescu |
| 21 septembrie 2019 11:00 | Drăghici 4  | (10–16) | Moldovan 11        | Sala de sport a LPS, Slatina Arbitri: Moldoveanu, Georgescu |
| 21 septembrie 2019 11:00 | 3× 3×       | Cronica | 4× 3×              | Sala de sport a LPS, Slatina Arbitri: Moldoveanu, Georgescu |

| 21 septembrie 2019 12:00 | HCM Slobozia       | 23 – 30 | SCM Craiova | Sala Sporturilor „Andreea Nica”, Slobozia Arbitri: Doană, Gociu |
| 21 septembrie 2019 12:00 | Georgescu, Jlezi 4 | (13–14) | Nikolić 7   | Sala Sporturilor „Andreea Nica”, Slobozia Arbitri: Doană, Gociu |
| 21 septembrie 2019 12:00 | 2× 1×              | Cronica | 3× 2×       | Sala Sporturilor „Andreea Nica”, Slobozia Arbitri: Doană, Gociu |

| 21 septembrie 2019 TVR 115:30 | SCM Râmnicu Vâlcea | 20 – 19 | CSM București | Sala Sporturilor „Traian”, Râmnicu Vâlcea Arbitri: Harabagiu, Stănescu |
| 21 septembrie 2019 TVR 115:30 | Liščević 5         | (9–10)  | Pintea 5      | Sala Sporturilor „Traian”, Râmnicu Vâlcea Arbitri: Harabagiu, Stănescu |
| 21 septembrie 2019 TVR 115:30 | 3× 2×              | Cronica | 2× 3×         | Sala Sporturilor „Traian”, Râmnicu Vâlcea Arbitri: Harabagiu, Stănescu |

| 21 septembrie 2019 18:00 | HC Dunărea Brăila | 33 – 25 | „U” Cluj   | Sala Polivalentă „Danubius”, Brăila Arbitri: Lungu, Paraschiv |
| 21 septembrie 2019 18:00 | Tiron 6           | (18–14) | Chintoan 5 | Sala Polivalentă „Danubius”, Brăila Arbitri: Lungu, Paraschiv |
| 21 septembrie 2019 18:00 | 3× 2×             | Cronica | 2× 3×      | Sala Polivalentă „Danubius”, Brăila Arbitri: Lungu, Paraschiv |

| 21 septembrie 2019 18:30 | SCM Gloria Buzău | 25 – 22 | CS Gloria 2018 Bistrița | Sala Sporturilor „Romeo Iamandi”, Buzău Arbitri: Gheorghiu, Hagiu |
| 21 septembrie 2019 18:30 | Iuganu 8         | (11–10) | Todor 5                 | Sala Sporturilor „Romeo Iamandi”, Buzău Arbitri: Gheorghiu, Hagiu |
| 21 septembrie 2019 18:30 | 1× 2×            | Cronica | 5× 2×                   | Sala Sporturilor „Romeo Iamandi”, Buzău Arbitri: Gheorghiu, Hagiu |

### Etapa a VI-a
| 3 octombrie 2019 12:00 | HC Zalău     | 27 – 24 | SCM Gloria Buzău | Sala Sporturilor „Gheorghe Tadici”, Zalău Arbitri: Șerbu, Vasilescu |
| 3 octombrie 2019 12:00 | Abed Kader 7 | (14–11) | Iuganu 7         | Sala Sporturilor „Gheorghe Tadici”, Zalău Arbitri: Șerbu, Vasilescu |
| 3 octombrie 2019 12:00 | 4× 2×        | Cronica | 6× 3×            | Sala Sporturilor „Gheorghe Tadici”, Zalău Arbitri: Șerbu, Vasilescu |

| 4 octombrie 2019 TVR HD15:00 | Corona Brașov   | 31 – 29 | CS Măgura Cisnădie | Sala „Dumitru Popescu Colibași”, Brașov Arbitri: Harabagiu, Stănescu |
| 4 octombrie 2019 TVR HD15:00 | Tîrcă, Laslo 10 | (15–15) | Anastácio 7        | Sala „Dumitru Popescu Colibași”, Brașov Arbitri: Harabagiu, Stănescu |
| 4 octombrie 2019 TVR HD15:00 | 5× 3×           | Cronica | 4× 1×              | Sala „Dumitru Popescu Colibași”, Brașov Arbitri: Harabagiu, Stănescu |

| 5 octombrie 2019 11:00 | „U” Cluj                  | 22 – 23 | CSM Slatina | Sala Sporturilor „Horia Demian”, Cluj Arbitri: Pârvu, Potîrniche |
| 5 octombrie 2019 11:00 | Lazăr, Gandulfo, Moraru 4 | (11–13) | Popescu 8   | Sala Sporturilor „Horia Demian”, Cluj Arbitri: Pârvu, Potîrniche |
| 5 octombrie 2019 11:00 | 3× 2×                     | Cronica | 2× 3×       | Sala Sporturilor „Horia Demian”, Cluj Arbitri: Pârvu, Potîrniche |

| 5 octombrie 2019 12:30 | CS Rapid București    | 18 – 17 | HCM Slobozia | Sala „Rapid”, București Arbitri: Belean, Sas |
| 5 octombrie 2019 12:30 | Boljević, Dăscălete 4 | (10–5)  | Obedeanu 5   | Sala „Rapid”, București Arbitri: Belean, Sas |
| 5 octombrie 2019 12:30 | 6× 3×                 | Cronica | 3× 2×        | Sala „Rapid”, București Arbitri: Belean, Sas |

| 5 octombrie 2019 17:30 | CS Gloria 2018 Bistrița | 21 – 22 | CS Minaur Baia Mare | Sala Polivalentă, Bistrița Asistență: 1.000 Arbitri: Florescu, Stoia |
| 5 octombrie 2019 17:30 | Ardean-Elisei, Ilina 6  | (9–11)  | Popa 5              | Sala Polivalentă, Bistrița Asistență: 1.000 Arbitri: Florescu, Stoia |
| 5 octombrie 2019 17:30 | 2× 1×                   | Cronica | 1× 2×               | Sala Polivalentă, Bistrița Asistență: 1.000 Arbitri: Florescu, Stoia |

| 8 octombrie 2019 TVR HD18:15 | SCM Craiova | 23 – 27 | SCM Râmnicu Vâlcea | Sala Polivalentă, Craiova Arbitri: Georgescu, Moldoveanu |
| 8 octombrie 2019 TVR HD18:15 | Vizitiu 9   | (8–14)  | Nørgaard 5         | Sala Polivalentă, Craiova Arbitri: Georgescu, Moldoveanu |
| 8 octombrie 2019 TVR HD18:15 | 3× 2×       | Cronica | 5× 3×              | Sala Polivalentă, Craiova Arbitri: Georgescu, Moldoveanu |

| 15 octombrie 2019 TVR HD18:00 | CSM București | 33 – 26 | HC Dunărea Brăila   | Sala „Rapid”, București Arbitri: Florescu, Stoia |
| 15 octombrie 2019 TVR HD18:00 | Torstenson 8  | (16–16) | Czeczi, Dmitrović 7 | Sala „Rapid”, București Arbitri: Florescu, Stoia |
| 15 octombrie 2019 TVR HD18:00 | 3×            | Cronica | 2× 2×               | Sala „Rapid”, București Arbitri: Florescu, Stoia |

### Etapa a VII-a
| 8 octombrie 2019 18:00 | SCM Gloria Buzău | 23 – 19 | Corona Brașov | Sala Sporturilor „Romeo Iamandi”, Buzău Arbitri: Stark, Ștefan |
| 8 octombrie 2019 18:00 | Ilie 9           | (15–12) | Neagu 5       | Sala Sporturilor „Romeo Iamandi”, Buzău Arbitri: Stark, Ștefan |
| 8 octombrie 2019 18:00 | 2× 2×            | Cronica | 3× 3×         | Sala Sporturilor „Romeo Iamandi”, Buzău Arbitri: Stark, Ștefan |

| 9 octombrie 2019 18:00 | CS Măgura Cisnădie | 33 – 22 | „U” Cluj | Sala Polivalentă „Măgura”, Cisnădie Arbitri: Constantin, Enache |
| 9 octombrie 2019 18:00 | Anastácio 8        | (16–10) | Moraru 4 | Sala Polivalentă „Măgura”, Cisnădie Arbitri: Constantin, Enache |
| 9 octombrie 2019 18:00 | 7× 2×              | Cronica | 6× 2×    | Sala Polivalentă „Măgura”, Cisnădie Arbitri: Constantin, Enache |

| 12 octombrie 2019 TVR 211:00 | HC Dunărea Brăila | 24 – 19 | SCM Craiova | Sala Polivalentă „Danubius”, Brăila Arbitri: Fînață, Hendrea |
| 12 octombrie 2019 TVR 211:00 | Dmitrović 10      | (16–12) | Vizitiu 8   | Sala Polivalentă „Danubius”, Brăila Arbitri: Fînață, Hendrea |
| 12 octombrie 2019 TVR 211:00 | 3× 2×             | Cronica | 1× 3×       | Sala Polivalentă „Danubius”, Brăila Arbitri: Fînață, Hendrea |

| 12 octombrie 2019 12:00 | HCM Slobozia | 24 – 26 | CS Gloria 2018 Bistrița | Sala Sporturilor „Andreea Nica”, Slobozia Arbitri: Agliceriu, Turdean |
| 12 octombrie 2019 12:00 | Georgescu 8  | (15–14) | Ardean-Elisei 7         | Sala Sporturilor „Andreea Nica”, Slobozia Arbitri: Agliceriu, Turdean |
| 12 octombrie 2019 12:00 | 2× 2×        | Cronica | 4× 3×                   | Sala Sporturilor „Andreea Nica”, Slobozia Arbitri: Agliceriu, Turdean |

| 12 octombrie 2019 17:00 | CS Minaur Baia Mare | 24 – 16 | HC Zalău           | Sala Sporturilor „Lascăr Pană”, Baia Mare Asistență: 700 Arbitri: Nițișor, Stamatoiu |
| 12 octombrie 2019 17:00 | Šteriova 10         | (11–9)  | Abed Kader, Nica 4 | Sala Sporturilor „Lascăr Pană”, Baia Mare Asistență: 700 Arbitri: Nițișor, Stamatoiu |
| 12 octombrie 2019 17:00 | 3× 3×               | Cronica | 3× 3×              | Sala Sporturilor „Lascăr Pană”, Baia Mare Asistență: 700 Arbitri: Nițișor, Stamatoiu |

| 15 octombrie 2019 TVR HD16:00 | SCM Râmnicu Vâlcea | 26 – 18 | CS Rapid București | Sala Sporturilor „Traian”, Râmnicu Vâlcea Arbitri: Cânța, Nicolae |
| 15 octombrie 2019 TVR HD16:00 | González 6         | (14–8)  | Livrinikj 6        | Sala Sporturilor „Traian”, Râmnicu Vâlcea Arbitri: Cânța, Nicolae |
| 15 octombrie 2019 TVR HD16:00 | 1× 2×              | Cronica | 1× 1×              | Sala Sporturilor „Traian”, Râmnicu Vâlcea Arbitri: Cânța, Nicolae |

| 5 ianuarie 2020 11:00 | CSM Slatina | 27 – 29 | CSM București             | Sala de sport a LPS, Slatina Arbitri: Ghiță, Topliceanu |
| 5 ianuarie 2020 11:00 | Ostase 6    | (11–14) | Cvijić, Neagu, Omoregie 6 | Sala de sport a LPS, Slatina Arbitri: Ghiță, Topliceanu |
| 5 ianuarie 2020 11:00 | 2× 2×       | Cronica | 6× 3×                     | Sala de sport a LPS, Slatina Arbitri: Ghiță, Topliceanu |

### Etapa a VIII-a
| 15 octombrie 2019 18:00 | Corona Brașov | 33 – 30 | „U” Cluj | Sala „Dumitru Popescu Colibași”, Brașov Arbitri: Doană, Gociu |
| 15 octombrie 2019 18:00 | Tîrcă 9       | (19–14) | Araújo 9 | Sala „Dumitru Popescu Colibași”, Brașov Arbitri: Doană, Gociu |
| 15 octombrie 2019 18:00 | 2× 2×         | Cronica | 3× 2×    | Sala „Dumitru Popescu Colibași”, Brașov Arbitri: Doană, Gociu |

| 19 octombrie 2019 11:00 | HC Zalău | 30 – 21 | HCM Slobozia | Sala Sporturilor „Gheorghe Tadici”, Zalău Arbitri: Lungu, Paraschiv |
| 19 octombrie 2019 11:00 | Nica 7   | (16–12) | Văcariu 7    | Sala Sporturilor „Gheorghe Tadici”, Zalău Arbitri: Lungu, Paraschiv |
| 19 octombrie 2019 11:00 | 4× 2×    | Cronica | 6× 1×        | Sala Sporturilor „Gheorghe Tadici”, Zalău Arbitri: Lungu, Paraschiv |

| 19 octombrie 2019 18:00 | SCM Gloria Buzău | 29 – 23 | CS Minaur Baia Mare | Sala Sporturilor „Romeo Iamandi”, Buzău Arbitri: Mârza, Nedelea |
| 19 octombrie 2019 18:00 | Gavrilă 8        | (14–9)  | Szőlősi 4           | Sala Sporturilor „Romeo Iamandi”, Buzău Arbitri: Mârza, Nedelea |
| 19 octombrie 2019 18:00 | 8× 1×            | Cronica | 9× 2× 1×            | Sala Sporturilor „Romeo Iamandi”, Buzău Arbitri: Mârza, Nedelea |

| 20 octombrie 2019 TVR HD15:30 | CS Rapid București | 22 – 24 | HC Dunărea Brăila | Sala „Rapid”, București Arbitri: Năstase, Stancu |
| 20 octombrie 2019 TVR HD15:30 | Boljević 6         | (13–11) | Dmitrović 8       | Sala „Rapid”, București Arbitri: Năstase, Stancu |
| 20 octombrie 2019 TVR HD15:30 | 2× 4×              | Cronica | 5× 3×             | Sala „Rapid”, București Arbitri: Năstase, Stancu |

| 27 octombrie 2019 TVR 115:30 | CSM București | 24 – 18 | CS Măgura Cisnădie | Sala „Rapid”, București Arbitri: Constanin, Gál |
| 27 octombrie 2019 TVR 115:30 | Curea 7       | (11–10) | Senocico 8         | Sala „Rapid”, București Arbitri: Constanin, Gál |
| 27 octombrie 2019 TVR 115:30 | 6× 2× 2×      | Cronica | 3× 2×              | Sala „Rapid”, București Arbitri: Constanin, Gál |

| 5 noiembrie 2019 17:00 | CS Gloria 2018 Bistrița | 24 – 19 | SCM Râmnicu Vâlcea | Sala Polivalentă, Bistrița Arbitri: Doană, Gociu |
| 5 noiembrie 2019 17:00 | Ardean-Elisei 6         | (12–11) | González 6         | Sala Polivalentă, Bistrița Arbitri: Doană, Gociu |
| 5 noiembrie 2019 17:00 | 3× 2×                   | Cronica | 2×                 | Sala Polivalentă, Bistrița Arbitri: Doană, Gociu |

| 6 noiembrie 2019 18:00 | SCM Craiova          | 22 – 17 | CSM Slatina | Sala Polivalentă, Craiova Arbitri: Nițișor, Stamatoiu |
| 6 noiembrie 2019 18:00 | Șelaru, Trifunović 6 | (12–7)  | Vădineanu 6 | Sala Polivalentă, Craiova Arbitri: Nițișor, Stamatoiu |
| 6 noiembrie 2019 18:00 | 6× 3×                | Cronica | 7× 2×       | Sala Polivalentă, Craiova Arbitri: Nițișor, Stamatoiu |

### Etapa a IX-a
| 26 octombrie 2019 TVR HD15:30 | SCM Râmnicu Vâlcea | 26 – 20 | HC Zalău | Sala Sporturilor „Traian”, Râmnicu Vâlcea Arbitri: Ghiorghișor, State |
| 26 octombrie 2019 TVR HD15:30 | Elghaoui 8         | (13–11) | Tecar 5  | Sala Sporturilor „Traian”, Râmnicu Vâlcea Arbitri: Ghiorghișor, State |
| 26 octombrie 2019 TVR HD15:30 | 3× 2×              | Cronica | 4× 3×    | Sala Sporturilor „Traian”, Râmnicu Vâlcea Arbitri: Ghiorghișor, State |

| 30 octombrie 2019 TVR HD15:30 | „U” Cluj  | 23 – 36 | CSM București | Sala Sporturilor „Horia Demian”, Cluj Arbitri: Agliceriu, Turdean |
| 30 octombrie 2019 TVR HD15:30 | Araújo 13 | (11–15) | Moisă 8       | Sala Sporturilor „Horia Demian”, Cluj Arbitri: Agliceriu, Turdean |
| 30 octombrie 2019 TVR HD15:30 | 2× 1×     | Cronica | 4× 2×         | Sala Sporturilor „Horia Demian”, Cluj Arbitri: Agliceriu, Turdean |

| 1 noiembrie 2019 18:00 | HCM Slobozia | 23 – 24 | SCM Gloria Buzău | Sala Sporturilor „Andreea Nica”, Slobozia Arbitri: Florescu, Stoia |
| 1 noiembrie 2019 18:00 | Georgescu 6  | (11–14) | Iuganu 7         | Sala Sporturilor „Andreea Nica”, Slobozia Arbitri: Florescu, Stoia |
| 1 noiembrie 2019 18:00 | 1× 1×        | Cronica | 1× 3×            | Sala Sporturilor „Andreea Nica”, Slobozia Arbitri: Florescu, Stoia |

| 2 noiembrie 2019 11:00 | CS Minaur Baia Mare | 27 – 27 | Corona Brașov | Sala Sporturilor „Lascăr Pană”, Baia Mare Arbitri: Pârvu, Potîrniche |
| 2 noiembrie 2019 11:00 | Lisewska 10         | (12–15) | Pavićević 7   | Sala Sporturilor „Lascăr Pană”, Baia Mare Arbitri: Pârvu, Potîrniche |
| 2 noiembrie 2019 11:00 | 4× 3×               | Cronica | 3× 3×         | Sala Sporturilor „Lascăr Pană”, Baia Mare Arbitri: Pârvu, Potîrniche |

| 2 noiembrie 2019 11:00 | CSM Slatina | 26 – 17 | CS Rapid București | Sala de sport a LPS, Slatina Arbitri: Drăghici, Drăguț |
| 2 noiembrie 2019 11:00 | Ostase 5    | (11–7)  | Livrinikj 4        | Sala de sport a LPS, Slatina Arbitri: Drăghici, Drăguț |
| 2 noiembrie 2019 11:00 | 2× 2×       | Cronica | 5× 3×              | Sala de sport a LPS, Slatina Arbitri: Drăghici, Drăguț |

| 2 noiembrie 2019 TVR HD15:30 | CS Măgura Cisnădie | 22 – 19 | SCM Craiova   | Sala Polivalentă „Măgura”, Cisnădie Arbitri: Iliescu, Manea |
| 2 noiembrie 2019 TVR HD15:30 | Moldovan 9         | (10–9)  | Trifunović 10 | Sala Polivalentă „Măgura”, Cisnădie Arbitri: Iliescu, Manea |
| 2 noiembrie 2019 TVR HD15:30 | 3× 1×              | Cronica | 3× 2×         | Sala Polivalentă „Măgura”, Cisnădie Arbitri: Iliescu, Manea |

| 2 noiembrie 2019 18:00 | HC Dunărea Brăila | 23 – 25 | CS Gloria 2018 Bistrița | Sala Polivalentă „Danubius”, Brăila Arbitri: Ghiorghișor, State |
| 2 noiembrie 2019 18:00 | Dmitrović 6       | (14–12) | Costa 7                 | Sala Polivalentă „Danubius”, Brăila Arbitri: Ghiorghișor, State |
| 2 noiembrie 2019 18:00 | 3× 2×             | Cronica | 2× 3×                   | Sala Polivalentă „Danubius”, Brăila Arbitri: Ghiorghișor, State |

### Etapa a X-a
| 19 octombrie 2019 12:00 | CS Gloria 2018 Bistrița | 23 – 22 | CSM Slatina  | Sala Polivalentă, Bistrița Arbitri: Gorina, Melencu |
| 19 octombrie 2019 12:00 | Szabó 5                 | (11–12) | Cîrligeanu 5 | Sala Polivalentă, Bistrița Arbitri: Gorina, Melencu |
| 19 octombrie 2019 12:00 | 5× 2× 1×                | Cronica | 4× 1×        | Sala Polivalentă, Bistrița Arbitri: Gorina, Melencu |

| 6 noiembrie 2019 TVR 118:30 | Corona Brașov | 30 – 30 | CSM București | Sala „Dumitru Popescu Colibași”, Brașov Arbitri: Harabagiu, Stănescu |
| 6 noiembrie 2019 TVR 118:30 | Laslo 10      | (15–15) | Neagu 9       | Sala „Dumitru Popescu Colibași”, Brașov Arbitri: Harabagiu, Stănescu |
| 6 noiembrie 2019 TVR 118:30 | 2× 1×         | Cronica | 3× 2×         | Sala „Dumitru Popescu Colibași”, Brașov Arbitri: Harabagiu, Stănescu |

| 6 noiembrie 2019 18:30 | CS Rapid București | 23 – 28 | CS Măgura Cisnădie | Sala „Rapid”, București Arbitri: Gheorghiu, Hagiu |
| 6 noiembrie 2019 18:30 | Boljević 7         | (8–18)  | Senocico 10        | Sala „Rapid”, București Arbitri: Gheorghiu, Hagiu |
| 6 noiembrie 2019 18:30 | 7× 3×              | Cronica | 6× 3×              | Sala „Rapid”, București Arbitri: Gheorghiu, Hagiu |

| 9 noiembrie 2019 11:00 | HC Zalău     | 24 – 20 | HC Dunărea Brăila | Sala Sporturilor „Gheorghe Tadici”, Zalău Arbitri: Gurbina, Stanciu |
| 9 noiembrie 2019 11:00 | Abed Kader 7 | (14–9)  | Constantinescu 6  | Sala Sporturilor „Gheorghe Tadici”, Zalău Arbitri: Gurbina, Stanciu |
| 9 noiembrie 2019 11:00 | 3× 2× 1×     | Cronica | 5× 3×             | Sala Sporturilor „Gheorghe Tadici”, Zalău Arbitri: Gurbina, Stanciu |

| 9 noiembrie 2019 11:00 | CS Minaur Baia Mare     | 28 – 25 | HCM Slobozia | Sala Sporturilor „Lascăr Pană”, Baia Mare Arbitri: Cruceru, Eremia |
| 9 noiembrie 2019 11:00 | Lisewska, Masna, Popa 6 | (16–15) | Georgescu 8  | Sala Sporturilor „Lascăr Pană”, Baia Mare Arbitri: Cruceru, Eremia |
| 9 noiembrie 2019 11:00 | 3× 3×                   | Cronica | 6× 2×        | Sala Sporturilor „Lascăr Pană”, Baia Mare Arbitri: Cruceru, Eremia |

| 9 noiembrie 2019 18:00 | SCM Craiova | 23 – 22 | „U” Cluj | Sala Polivalentă, Craiova Arbitri: Constantin, Enache |
| 9 noiembrie 2019 18:00 | Țicu 8      | (12–12) | Lazăr 8  | Sala Polivalentă, Craiova Arbitri: Constantin, Enache |
| 9 noiembrie 2019 18:00 | 3× 2× 1×    | Cronica | 7× 1×    | Sala Polivalentă, Craiova Arbitri: Constantin, Enache |

| 4 ianuarie 2020 TVR 218:30 | SCM Gloria Buzău         | 26 – 26 | SCM Râmnicu Vâlcea | Sala Sporturilor „Romeo Iamandi”, Buzău Arbitri: Georgescu, Moldoveanu |
| 4 ianuarie 2020 TVR 218:30 | Petruș, Iuganu, Rotaru 5 | (12–14) | Liščević 8         | Sala Sporturilor „Romeo Iamandi”, Buzău Arbitri: Georgescu, Moldoveanu |
| 4 ianuarie 2020 TVR 218:30 | 5× 2×                    | Cronica | 2× 2×              | Sala Sporturilor „Romeo Iamandi”, Buzău Arbitri: Georgescu, Moldoveanu |

### Etapa a XI-a
| 13 noiembrie 2019 11:00 | CSM Slatina  | 20 – 19 | HC Zalău     | Sala de sport a LPS, Slatina Arbitri: Basso, Tofan |
| 13 noiembrie 2019 11:00 | Cîrligeanu 5 | (7–12)  | Abed Kader 8 | Sala de sport a LPS, Slatina Arbitri: Basso, Tofan |
| 13 noiembrie 2019 11:00 | 2× 1×        | Cronica | 8× 3×        | Sala de sport a LPS, Slatina Arbitri: Basso, Tofan |

| 13 noiembrie 2019 18:00 | HCM Slobozia | 23 – 26 | Corona Brașov | Sala „Dumitru Popescu Colibași”, Brașov Arbitri: Cânța, Nicolae |
| 13 noiembrie 2019 18:00 | Georgescu 8  | (12–14) | Tîrcă 7       | Sala „Dumitru Popescu Colibași”, Brașov Arbitri: Cânța, Nicolae |
| 13 noiembrie 2019 18:00 | 1× 2×        | Cronica | 2× 3×         | Sala „Dumitru Popescu Colibași”, Brașov Arbitri: Cânța, Nicolae |

Având în vedere programul încărcat al Coronei Brașov într-un interval de timp foarte scurt, Federația Română de Handbal a acceptat cererea echipei brașovene de a juca meciul din turul de campionat la Brașov, iar pe cel din retur la Slobozia.
| 13 noiembrie 2019 18:00 | SCM Râmnicu Vâlcea | 29 – 23 | CS Minaur Baia Mare | Sala Sporturilor „Traian”, Râmnicu Vâlcea Arbitri: Belean, Călina |
| 13 noiembrie 2019 18:00 | López 6            | (16–8)  | Lisewska 9          | Sala Sporturilor „Traian”, Râmnicu Vâlcea Arbitri: Belean, Călina |
| 13 noiembrie 2019 18:00 | 5× 2×              | Cronica | 5× 2×               | Sala Sporturilor „Traian”, Râmnicu Vâlcea Arbitri: Belean, Călina |

| 13 noiembrie 2019 18:00 | HC Dunărea Brăila | 33 – 27 | SCM Gloria Buzău       | Sala Polivalentă „Danubius”, Brăila Arbitri: Mârza, Nedelea |
| 13 noiembrie 2019 18:00 | Lima 7            | (18–11) | Ilie, Iuganu, Rotaru 4 | Sala Polivalentă „Danubius”, Brăila Arbitri: Mârza, Nedelea |
| 13 noiembrie 2019 18:00 | 3× 1×             | Cronica | 6× 2×                  | Sala Polivalentă „Danubius”, Brăila Arbitri: Mârza, Nedelea |

| 13 noiembrie 2019 TVR 118:30 | CSM București | 27 – 16 | SCM Craiova | Sala Polivalentă, București Arbitri: Lungu, Paraschiv |
| 13 noiembrie 2019 TVR 118:30 | Grbić 5       | (12–10) | Vizitiu 7   | Sala Polivalentă, București Arbitri: Lungu, Paraschiv |
| 13 noiembrie 2019 TVR 118:30 | 5× 1×         | Cronica | 2× 1×       | Sala Polivalentă, București Arbitri: Lungu, Paraschiv |

| 17 noiembrie 2019 TVR 211:00 | „U” Cluj           | 23 – 21 | CS Rapid București    | Sala Sporturilor „Horia Demian”, Cluj Arbitri: Florescu, Stoia |
| 17 noiembrie 2019 TVR 211:00 | Gandulfo, Necula 5 | (15–8)  | Boljević, Livrinikj 6 | Sala Sporturilor „Horia Demian”, Cluj Arbitri: Florescu, Stoia |
| 17 noiembrie 2019 TVR 211:00 | 2× 3×              | Cronica | 4× 3×                 | Sala Sporturilor „Horia Demian”, Cluj Arbitri: Florescu, Stoia |

| 29 decembrie 2019 CS Gloria 2018 Facebook18:00 | CS Măgura Cisnădie | 24 – 26 | CS Gloria 2018 Bistrița | Sala Polivalentă „Măgura”, Cisnădie Arbitri: Ghiorghișor, State |
| 29 decembrie 2019 CS Gloria 2018 Facebook18:00 | Senocico 14        | (10–11) | Ardean-Elisei 12        | Sala Polivalentă „Măgura”, Cisnădie Arbitri: Ghiorghișor, State |
| 29 decembrie 2019 CS Gloria 2018 Facebook18:00 | 2× 2×              | Cronica | 5× 4×                   | Sala Polivalentă „Măgura”, Cisnădie Arbitri: Ghiorghișor, State |

| Poz. | Echipa              | J  | V | E | Î  | GM  | GP  | G    | P  |
| ---- | ------------------- | -- | - | - | -- | --- | --- | ---- | -- |
| 1    | SCM Râmnicu Vâlcea  | 10 | 9 | 0 | 1  | 262 | 208 | + 54 | 27 |
| 2    | Corona Brașov       | 11 | 8 | 2 | 1  | 307 | 272 | + 35 | 26 |
| 3    | CSM București       | 10 | 7 | 1 | 2  | 278 | 224 | + 54 | 22 |
| 4    | SCM Gloria Buzău    | 10 | 7 | 0 | 3  | 259 | 242 | + 17 | 21 |
| 5    | CS Minaur Baia Mare | 11 | 6 | 2 | 3  | 278 | 262 | + 16 | 20 |
| 6    | HC Dunărea Brăila   | 11 | 6 | 0 | 5  | 285 | 273 | + 12 | 18 |
| 7    | CS Gloria Bistrița  | 10 | 6 | 0 | 4  | 230 | 226 | + 4  | 18 |
| 8    | CS Măgura Cisnădie  | 10 | 5 | 1 | 4  | 258 | 240 | + 18 | 16 |
| 9    | HC Zalău            | 11 | 5 | 0 | 6  | 261 | 258 | + 3  | 15 |
| 10   | SCM Craiova         | 11 | 5 | 0 | 6  | 238 | 255 | – 17 | 15 |
| 11   | CSM Slatina         | 10 | 3 | 1 | 6  | 220 | 251 | – 31 | 10 |
| 12   | HCM Slobozia        | 11 | 1 | 1 | 9  | 245 | 285 | – 40 | 4  |
| 13   | „U” Cluj            | 11 | 1 | 0 | 10 | 251 | 312 | – 61 | 3  |
| 14   | CS Rapid București  | 11 | 1 | 0 | 10 | 228 | 292 | – 64 | 3  |

| Poz. | Nume                      | Echipă             | Goluri |
| ---- | ------------------------- | ------------------ | ------ |
| 1    | Dana Abed Kader (ROU)     | HC Zalău           | 71     |
| 2    | Sorina Tîrcă (ROU)        | Corona Brașov      | 68     |
| 3    | Marina Dmitrović (SRB)    | HC Dunărea Brăila  | 67     |
| 4    | Ada Moldovan (ROU)        | CS Măgura Cisnădie | 65     |
| 5    | Ana Maria Iuganu (ROU)    | SCM Gloria Buzău   | 59     |
| 6    | Patricia Vizitiu (ROU)    | SCM Craiova        | 57     |
| 7    | Alexandra Georgescu (ROU) | HCM Slobozia       | 56     |
| 8    | Alina Czeczi (ROU)        | HC Dunărea Brăila  | 50     |
| 9    | Cristina Laslo (ROU)      | Corona Brașov      | 49     |
| 9    | Ana Maria Țicu (ROU)      | SCM Craiova        | 49     |

### Etapa a XII-a
| 7 ianuarie 2020 17:00 | SCM Gloria Buzău | 27 – 18 | CSM Slatina | Sala Sporturilor „Romeo Iamandi”, Buzău Arbitri: Ifrim, Olisei |
| 7 ianuarie 2020 17:00 | Ilie 7           | (12–12) | Popescu 5   | Sala Sporturilor „Romeo Iamandi”, Buzău Arbitri: Ifrim, Olisei |
| 7 ianuarie 2020 17:00 | 4× 2×            | Cronica | 4× 3×       | Sala Sporturilor „Romeo Iamandi”, Buzău Arbitri: Ifrim, Olisei |

| 7 ianuarie 2020 TVR 118:30 | CS Minaur Baia Mare | 24 – 22 | HC Dunărea Brăila | Sala Sporturilor „Lascăr Pană”, Baia Mare Arbitri: Șerbu, Vasilescu |
| 7 ianuarie 2020 TVR 118:30 | Lisewska 8          | (11–11) | Dmitrović 7       | Sala Sporturilor „Lascăr Pană”, Baia Mare Arbitri: Șerbu, Vasilescu |
| 7 ianuarie 2020 TVR 118:30 | 3× 1× 1×            | Cronica | 5× 2×             | Sala Sporturilor „Lascăr Pană”, Baia Mare Arbitri: Șerbu, Vasilescu |

| 8 ianuarie 2020 17:30 | HCM Slobozia   | 24 – 29 | SCM Râmnicu Vâlcea | Sala Sporturilor „Andreea Nica”, Slobozia Arbitri: Florescu, Stoia |
| 8 ianuarie 2020 17:30 | Ciolan, Ivan 4 | (15–16) | Nørgaard 6         | Sala Sporturilor „Andreea Nica”, Slobozia Arbitri: Florescu, Stoia |
| 8 ianuarie 2020 17:30 | 2× 3×          | Cronica | 1× 3×              | Sala Sporturilor „Andreea Nica”, Slobozia Arbitri: Florescu, Stoia |

| 8 ianuarie 2020 18:00 | CS Gloria 2018 Bistrița | 35 – 27 | „U” Cluj | Sala Polivalentă, Bistrița Arbitri: Agliceriu, Turdean |
| 8 ianuarie 2020 18:00 | Dincă, Rațiu 6          | (18–13) | Araújo 7 | Sala Polivalentă, Bistrița Arbitri: Agliceriu, Turdean |
| 8 ianuarie 2020 18:00 | 4× 3×                   | Cronica | 3× 2×    | Sala Polivalentă, Bistrița Arbitri: Agliceriu, Turdean |

| 8 ianuarie 2020 18:30 | CS Rapid București | 20 – 27 | CSM București | Sala „Rapid”, București Arbitri: Cazan, Suliman |
| 8 ianuarie 2020 18:30 | Livrinikj 9        | (9–13)  | Lekić 7       | Sala „Rapid”, București Arbitri: Cazan, Suliman |
| 8 ianuarie 2020 18:30 | 4× 2×              | Cronica | 5× 3×         | Sala „Rapid”, București Arbitri: Cazan, Suliman |

| 8 ianuarie 2020 TVR 118:30 | HC Zalău | 29 – 24 | CS Măgura Cisnădie | Sala Sporturilor „Gheorghe Tadici”, Zalău Arbitri: Harabagiu, Stănescu |
| 8 ianuarie 2020 TVR 118:30 | Șerban 8 | (18–14) | Senocico 10        | Sala Sporturilor „Gheorghe Tadici”, Zalău Arbitri: Harabagiu, Stănescu |
| 8 ianuarie 2020 TVR 118:30 | 5× 2×    | Cronica | 5× 3×              | Sala Sporturilor „Gheorghe Tadici”, Zalău Arbitri: Harabagiu, Stănescu |

SCM Craiova a stat

### Etapa a XIII-a
| 11 ianuarie 2020 11:00 | CSM Slatina | 23 – 22 | CS Minaur Baia Mare     | Sala de sport a LPS, Slatina Arbitri: Badiu, Barbu |
| 11 ianuarie 2020 11:00 | Vădineanu 5 | (10–11) | Lisewska, Seraficeanu 6 | Sala de sport a LPS, Slatina Arbitri: Badiu, Barbu |
| 11 ianuarie 2020 11:00 | 3× 2×       | Cronica | 7× 2×                   | Sala de sport a LPS, Slatina Arbitri: Badiu, Barbu |

| 12 ianuarie 2020 TVR 211:00 | SCM Craiova | 23 – 21 | CS Rapid București | Sala Polivalentă, Craiova Arbitri: Belean, Sas |
| 12 ianuarie 2020 TVR 211:00 | Țicu 9      | (11–12) | Lazăr 7            | Sala Polivalentă, Craiova Arbitri: Belean, Sas |
| 12 ianuarie 2020 TVR 211:00 | 6× 4×       | Cronica | 2× 4×              | Sala Polivalentă, Craiova Arbitri: Belean, Sas |

| 12 ianuarie 2020 TVR 115:30 | „U” Cluj | 24 – 28 | HC Zalău | Sala Sporturilor „Horia Demian”, Cluj Arbitri: Nițișor, Stamatoiu |
| 12 ianuarie 2020 TVR 115:30 | Necula 7 | (10–16) | Mihart 7 | Sala Sporturilor „Horia Demian”, Cluj Arbitri: Nițișor, Stamatoiu |
| 12 ianuarie 2020 TVR 115:30 | 4× 3×    | Cronica | 9× 4× 1× | Sala Sporturilor „Horia Demian”, Cluj Arbitri: Nițișor, Stamatoiu |

| 12 ianuarie 2020 HC Dunărea Brăila Facebook18:00 | HC Dunărea Brăila | 31 – 18 | HCM Slobozia | Sala Polivalentă „Danubius”, Brăila Arbitri: Doană, Gociu |
| 12 ianuarie 2020 HC Dunărea Brăila Facebook18:00 | Tiron 9           | (15–11) | Georgescu 4  | Sala Polivalentă „Danubius”, Brăila Arbitri: Doană, Gociu |
| 12 ianuarie 2020 HC Dunărea Brăila Facebook18:00 | 1× 2×             | Cronica | 3× 1×        | Sala Polivalentă „Danubius”, Brăila Arbitri: Doană, Gociu |

| 15 ianuarie 2020 TVR 217:00 | CSM București | 28 – 25 | CS Gloria 2018 Bistrița | Sala Polivalentă, București Arbitri: Florescu, Stoia |
| 15 ianuarie 2020 TVR 217:00 | Neagu 8       | (15–15) | Vasilevskaia 6          | Sala Polivalentă, București Arbitri: Florescu, Stoia |
| 15 ianuarie 2020 TVR 217:00 | 3× 3×         | Cronica | 2×                      | Sala Polivalentă, București Arbitri: Florescu, Stoia |

| 23 ianuarie 2020 18:00 | CS Măgura Cisnădie | 22 – 22 | SCM Gloria Buzău | Sala Polivalentă „Măgura”, Cisnădie Arbitri: Gheorghiu, Hagiu |
| 23 ianuarie 2020 18:00 | Moldovan 7         | (11–11) | Iuganu 6         | Sala Polivalentă „Măgura”, Cisnădie Arbitri: Gheorghiu, Hagiu |
| 23 ianuarie 2020 18:00 | 8× 3×              | Cronica | 4× 2×            | Sala Polivalentă „Măgura”, Cisnădie Arbitri: Gheorghiu, Hagiu |

SCM Râmnicu Vâlcea a stat
| Poz. | Echipa              | J  | V  | E | Î  | GM  | GP  | G    | P  |
| ---- | ------------------- | -- | -- | - | -- | --- | --- | ---- | -- |
| 1    | SCM Râmnicu Vâlcea  | 12 | 10 | 1 | 1  | 317 | 258 | + 59 | 31 |
| 2    | CSM București       | 12 | 10 | 0 | 2  | 332 | 266 | + 66 | 30 |
| 3    | CS Gloria Bistrița  | 12 | 8  | 0 | 4  | 297 | 281 | + 16 | 24 |
| 4    | SCM Gloria Buzău    | 12 | 7  | 2 | 3  | 311 | 289 | + 22 | 23 |
| 5    | CS Minaur Baia Mare | 12 | 7  | 1 | 4  | 297 | 280 | + 17 | 22 |
| 6    | HC Dunărea Brăila   | 12 | 7  | 0 | 5  | 314 | 287 | + 27 | 21 |
| 7    | HC Zalău            | 12 | 7  | 0 | 5  | 293 | 278 | + 15 | 21 |
| 8    | SCM Craiova         | 12 | 6  | 0 | 6  | 261 | 276 | – 15 | 18 |
| 9    | CS Măgura Cisnădie  | 12 | 5  | 2 | 5  | 299 | 286 | + 13 | 17 |
| 10   | CSM Slatina         | 12 | 4  | 1 | 7  | 266 | 298 | – 32 | 13 |
| 11   | HCM Slobozia        | 12 | 1  | 1 | 10 | 264 | 319 | – 55 | 4  |
| 12   | CS Rapid București  | 12 | 1  | 0 | 11 | 249 | 312 | – 63 | 3  |
| 13   | „U” Cluj            | 12 | 1  | 0 | 11 | 272 | 342 | – 70 | 3  |
| 14   | Corona Brașov1)     | 11 | 8  | 2 | 1  | 307 | 272 | + 35 | 26 |

| Poz. | Nume                          | Echipă             | Goluri |
| ---- | ----------------------------- | ------------------ | ------ |
| 1    | Marina Dmitrović (SRB)        | HC Dunărea Brăila  | 73     |
| 2    | Dana Abed Kader (ROU)         | HC Zalău           | 71     |
| 2    | Ada Moldovan (ROU)            | CS Măgura Cisnădie | 71     |
| 4    | Ana Maria Iuganu (ROU)        | SCM Gloria Buzău   | 70     |
| 5    | Mihaela Ani-Senocico (ROU)    | CS Măgura Cisnădie | 65     |
| 6    | Valentina Ardean-Elisei (ROU) | CS Gloria 2018     | 60     |
| 7    | Ana Maria Țicu (ROU)          | SCM Craiova        | 58     |
| 8    | Patricia Vizitiu (ROU)        | SCM Craiova        | 57     |
| 9    | Alexandra Georgescu (ROU)     | HCM Slobozia       | 55     |
| 10   | Elena Livrinikj (MKD)         | CS Rapid București | 50     |

| Poz. | Nume                          | Echipă             | Goluri |
| ---- | ----------------------------- | ------------------ | ------ |
| 1    | Dana Abed Kader (ROU)         | HC Zalău           | 79     |
| 1    | Marina Dmitrović (SRB)        | HC Dunărea Brăila  | 79     |
| 3    | Ada Moldovan (ROU)            | CS Măgura Cisnădie | 77     |
| 4    | Mihaela Ani-Senocico (ROU)    | CS Măgura Cisnădie | 73     |
| 4    | Ana Maria Iuganu (ROU)        | SCM Gloria Buzău   | 73     |
| 6    | Sorina Tîrcă (ROU)            | Corona Brașov      | 68     |
| 7    | Valentina Ardean-Elisei (ROU) | CS Gloria 2018     | 64     |
| 8    | Alexandra Georgescu (ROU)     | HCM Slobozia       | 63     |
| 9    | Ana Maria Țicu (ROU)          | SCM Craiova        | 58     |
| 10   | Patricia Vizitiu (ROU)        | SCM Craiova        | 57     |

## Rezultate în retur
Date oficiale publicate de Federația Română de Handbal

### Etapa a XIV-a
| 19 ianuarie 2020 TVR 211:00 | HC Dunărea Brăila | 25 – 31 | SCM Râmnicu Vâlcea | Sala Polivalentă „Danubius”, Brăila Arbitri: Stark, Ștefan |
| 19 ianuarie 2020 TVR 211:00 | Udriștioiu 6      | (10–18) | González 7         | Sala Polivalentă „Danubius”, Brăila Arbitri: Stark, Ștefan |
| 19 ianuarie 2020 TVR 211:00 | 2× 3×             | Cronica | 3× 2×              | Sala Polivalentă „Danubius”, Brăila Arbitri: Stark, Ștefan |

| 19 ianuarie 2020 TVR 118:30 | CSM București | 27 – 24 | HC Zalău  | Sala Polivalentă, București Asistență: 1.500 Arbitri: Năstase, Stancu |
| 19 ianuarie 2020 TVR 118:30 | Pintea 8      | (16–13) | Severin 6 | Sala Polivalentă, București Asistență: 1.500 Arbitri: Năstase, Stancu |
| 19 ianuarie 2020 TVR 118:30 | 4× 3×         | Cronica | 8× 2×     | Sala Polivalentă, București Asistență: 1.500 Arbitri: Năstase, Stancu |

| 25 ianuarie 2020 11:00 | CSM Slatina | 31 – 26 | HCM Slobozia | Sala de sport a LPS, Slatina Arbitri: Gurbina, Stanciu |
| 25 ianuarie 2020 11:00 | Andrei 8    | (16–12) | Georgescu 6  | Sala de sport a LPS, Slatina Arbitri: Gurbina, Stanciu |
| 25 ianuarie 2020 11:00 | 1× 3×       | Cronica | 5× 1×        | Sala de sport a LPS, Slatina Arbitri: Gurbina, Stanciu |

| 26 ianuarie 2020 16:00 | „U” Cluj | 27 – 29 | SCM Gloria Buzău | Sala Sporturilor „Horia Demian”, Cluj Arbitri: Drăghici, Drăguț |
| 26 ianuarie 2020 16:00 | Necula 8 | (13–13) | Iuganu 14        | Sala Sporturilor „Horia Demian”, Cluj Arbitri: Drăghici, Drăguț |
| 26 ianuarie 2020 16:00 | 2× 3×    | Cronica | 3× 3×            | Sala Sporturilor „Horia Demian”, Cluj Arbitri: Drăghici, Drăguț |

| 30 ianuarie 2020 18:00 | CS Măgura Cisnădie | 26 – 26 | CS Minaur Baia Mare | Sala Polivalentă „Măgura”, Cisnădie Arbitri: Pârvu, Potîrniche |
| 30 ianuarie 2020 18:00 | Predoi 5           | (16–12) | Popa 9              | Sala Polivalentă „Măgura”, Cisnădie Arbitri: Pârvu, Potîrniche |
| 30 ianuarie 2020 18:00 | 4× 3×              | Cronica | 4× 3×               | Sala Polivalentă „Măgura”, Cisnădie Arbitri: Pârvu, Potîrniche |

| 30 ianuarie 2020 TVR Craiova, TVR Cluj18:30 | SCM Craiova | 28 – 25 | CS Gloria 2018 Bistrița | Sala Polivalentă, Craiova Arbitri: Iliescu, Manea |
| 30 ianuarie 2020 TVR Craiova, TVR Cluj18:30 | Țicu 7      | (15–11) | Costa 5                 | Sala Polivalentă, Craiova Arbitri: Iliescu, Manea |
| 30 ianuarie 2020 TVR Craiova, TVR Cluj18:30 | 2× 1×       | Cronica | 3× 1× 1× 1×             | Sala Polivalentă, Craiova Arbitri: Iliescu, Manea |

CS Rapid București a stat

### Etapa a XV-a
| 28 ianuarie 2020 18:00 | SCM Râmnicu Vâlcea | 35 – 26 | CSM Slatina           | Sala Sporturilor „Traian”, Râmnicu Vâlcea Arbitri: Agliceriu, Turdean |
| 28 ianuarie 2020 18:00 | Elghaoui 6         | (16–17) | Cârligeanu, Popescu 7 | Sala Sporturilor „Traian”, Râmnicu Vâlcea Arbitri: Agliceriu, Turdean |
| 28 ianuarie 2020 18:00 | 5× 2×              | Cronica | 2× 2×                 | Sala Sporturilor „Traian”, Râmnicu Vâlcea Arbitri: Agliceriu, Turdean |

| 29 ianuarie 2020 TVR 118:30 | SCM Gloria Buzău | 27 – 28 | CSM București | Sala Sporturilor „Romeo Iamandi”, Buzău Arbitri: Florescu, Stoia |
| 29 ianuarie 2020 TVR 118:30 | Iuganu 9         | (15–14) | Neagu 7       | Sala Sporturilor „Romeo Iamandi”, Buzău Arbitri: Florescu, Stoia |
| 29 ianuarie 2020 TVR 118:30 | 3×               | Cronica | 5× 3×         | Sala Sporturilor „Romeo Iamandi”, Buzău Arbitri: Florescu, Stoia |

| 2 februarie 2020 TVR 211:00 | HC Zalău  | 26 – 24 | SCM Craiova | Sala Sporturilor „Gheorghe Tadici”, Zalău Arbitri: Lungu, Paraschiv |
| 2 februarie 2020 TVR 211:00 | Șerban 11 | (13–9)  | Savu 6      | Sala Sporturilor „Gheorghe Tadici”, Zalău Arbitri: Lungu, Paraschiv |
| 2 februarie 2020 TVR 211:00 | 3× 2×     | Cronica | 7× 3× 1×    | Sala Sporturilor „Gheorghe Tadici”, Zalău Arbitri: Lungu, Paraschiv |

| 2 februarie 2020 17:00 | CS Minaur Baia Mare | 44 – 29 | „U” Cluj               | Sala Sporturilor „Lascăr Pană”, Baia Mare Asistență: 1.000 Arbitri: Murariu, Tăbăcariu |
| 2 februarie 2020 17:00 | Seraficeanu 7       | (21–13) | Chintoan, Dindiligan 7 | Sala Sporturilor „Lascăr Pană”, Baia Mare Asistență: 1.000 Arbitri: Murariu, Tăbăcariu |
| 2 februarie 2020 17:00 | 3× 2×               | Cronica | 1× 3×                  | Sala Sporturilor „Lascăr Pană”, Baia Mare Asistență: 1.000 Arbitri: Murariu, Tăbăcariu |

| 5 februarie 2020 18:00 | CS Gloria 2018 Bistrița | 34 – 25 | CS Rapid București                  | Sala Polivalentă, Bistrița Arbitri: Florescu, Stoia |
| 5 februarie 2020 18:00 | Ardean-Elisei 7         | (15–9)  | Boljević, Chiricuță, Ilie, Trifan 4 | Sala Polivalentă, Bistrița Arbitri: Florescu, Stoia |
| 5 februarie 2020 18:00 | 2× 3×                   | Cronica | 2× 2×                               | Sala Polivalentă, Bistrița Arbitri: Florescu, Stoia |

| 11 martie 2020 18:00 | HCM Slobozia | 19 – 21 | CS Măgura Cisnădie | Sala Sporturilor „Andreea Nica”, Slobozia Asistență: 0 (din motive de carantină) Arbitri: Iliescu, Manea |
| 11 martie 2020 18:00 | Georgescu 6  | (10–8)  | Moldovan 8         | Sala Sporturilor „Andreea Nica”, Slobozia Asistență: 0 (din motive de carantină) Arbitri: Iliescu, Manea |
| 11 martie 2020 18:00 | 2×           | Cronica | 2× 2×              | Sala Sporturilor „Andreea Nica”, Slobozia Asistență: 0 (din motive de carantină) Arbitri: Iliescu, Manea |

HC Dunărea Brăila a stat

### Etapa a XVI-a
| 5 februarie 2020 TVR 217:00 | CSM București | 24 – 24 | CS Minaur Baia Mare | Sala „Rapid”, București Arbitri: Constanin, Gál |
| 5 februarie 2020 TVR 217:00 | Lekić 6       | (12–8)  | Lisewska 6          | Sala „Rapid”, București Arbitri: Constanin, Gál |
| 5 februarie 2020 TVR 217:00 | 2× 3×         | Cronica | 1× 2×               | Sala „Rapid”, București Arbitri: Constanin, Gál |

| 8 februarie 2020 11:00 | „U” Cluj  | 27 – 22 | HCM Slobozia      | Sala Sporturilor „Horia Demian”, Cluj Arbitri: Năstase, Stancu |
| 8 februarie 2020 11:00 | Necula 10 | (12–7)  | Georgescu, Toma 6 | Sala Sporturilor „Horia Demian”, Cluj Arbitri: Năstase, Stancu |
| 8 februarie 2020 11:00 | 6× 3×     | Cronica | 4× 1×             | Sala Sporturilor „Horia Demian”, Cluj Arbitri: Năstase, Stancu |

| 8 februarie 2020 HC Dunărea Brăila Facebook11:00 | CSM Slatina | 25 – 28 | HC Dunărea Brăila | Sala de sport a LPS, Slatina Arbitri: Ghiorghișor, State |
| 8 februarie 2020 HC Dunărea Brăila Facebook11:00 | Popescu 8   | (16–13) | Tiron 6           | Sala de sport a LPS, Slatina Arbitri: Ghiorghișor, State |
| 8 februarie 2020 HC Dunărea Brăila Facebook11:00 | 3×          | Cronica | 4× 2×             | Sala de sport a LPS, Slatina Arbitri: Ghiorghișor, State |

| 8 februarie 2020 12:30 | CS Rapid București | 26 – 24 | HC Zalău        | Sala „Rapid”, București Arbitri: Gorina, Melencu |
| 8 februarie 2020 12:30 | Livrinikj 8        | (12–14) | Severin, Nica 5 | Sala „Rapid”, București Arbitri: Gorina, Melencu |
| 8 februarie 2020 12:30 | 7× 2×              | Cronica | 3× 3×           | Sala „Rapid”, București Arbitri: Gorina, Melencu |

| 9 februarie 2020 TVR 115:30 | SCM Craiova | 23 – 18 | SCM Gloria Buzău | Sala Polivalentă, Craiova Arbitri: Doană, Gociu |
| 9 februarie 2020 TVR 115:30 | Nikolić 8   | (8–7)   | Simion 6         | Sala Polivalentă, Craiova Arbitri: Doană, Gociu |
| 9 februarie 2020 TVR 115:30 | 1× 3×       | Cronica | 2× 2×            | Sala Polivalentă, Craiova Arbitri: Doană, Gociu |

| 15 februarie 2020 18:00 | CS Măgura Cisnădie | 25 – 22 | SCM Râmnicu Vâlcea | Sala Polivalentă „Măgura”, Cisnădie Arbitri: Năstase, Stancu |
| 15 februarie 2020 18:00 | Tănasie 7          | (13–10) | Liščević 9         | Sala Polivalentă „Măgura”, Cisnădie Arbitri: Năstase, Stancu |
| 15 februarie 2020 18:00 | 3× 1×              | Cronica | 5× 2×              | Sala Polivalentă „Măgura”, Cisnădie Arbitri: Năstase, Stancu |

CS Gloria 2018 Bistrița a stat

### Etapa a XVII-a
| 21 februarie 2020 19:00 | SCM Gloria Buzău | 27 – 24 | CS Rapid București | Sala Sporturilor „Romeo Iamandi”, Buzău Arbitri: Badiu, Barbu |
| 21 februarie 2020 19:00 | Ilie 12          | (15–13) | Boljević 7         | Sala Sporturilor „Romeo Iamandi”, Buzău Arbitri: Badiu, Barbu |
| 21 februarie 2020 19:00 | 6× 1×            | Cronica | 5× 1×              | Sala Sporturilor „Romeo Iamandi”, Buzău Arbitri: Badiu, Barbu |

| 22 februarie 2020 TVR 112:30 | HC Zalău | 25 – 23 | CS Gloria 2018 Bistrița | Sala Sporturilor „Gheorghe Tadici”, Zalău Arbitri: Ghiorghișor, State |
| 22 februarie 2020 TVR 112:30 | Nica 7   | (11–11) | Ardean-Elisei 7         | Sala Sporturilor „Gheorghe Tadici”, Zalău Arbitri: Ghiorghișor, State |
| 22 februarie 2020 TVR 112:30 | 1× 3×    | Cronica | × 3×                    | Sala Sporturilor „Gheorghe Tadici”, Zalău Arbitri: Ghiorghișor, State |

| 22 februarie 2020 17:00 | HC Dunărea Brăila | 30 – 24 | CS Măgura Cisnădie | Sala Polivalentă „Danubius”, Brăila Arbitri: Georgescu, Moldoveanu |
| 22 februarie 2020 17:00 | Tiron 10          | (14–10) | Moldovan 5         | Sala Polivalentă „Danubius”, Brăila Arbitri: Georgescu, Moldoveanu |
| 22 februarie 2020 17:00 | 4× 3×             | Cronica | 4× 2×              | Sala Polivalentă „Danubius”, Brăila Arbitri: Georgescu, Moldoveanu |

| 23 februarie 2020 TVR 115:30 | CS Minaur Baia Mare | 25 – 17 | SCM Craiova | Sala Sporturilor „Lascăr Pană”, Baia Mare Asistență: 1.500 Arbitri: Șerbu, Vasilescu |
| 23 februarie 2020 TVR 115:30 | Lisewska 7          | (15–8)  | Țicu 5      | Sala Sporturilor „Lascăr Pană”, Baia Mare Asistență: 1.500 Arbitri: Șerbu, Vasilescu |
| 23 februarie 2020 TVR 115:30 | 2× 2×               | Cronica | 3× 3×       | Sala Sporturilor „Lascăr Pană”, Baia Mare Asistență: 1.500 Arbitri: Șerbu, Vasilescu |

| 25 februarie 2020 TV Oltenia Facebook18:00 | SCM Râmnicu Vâlcea | 34 – 26 | „U” Cluj       | Sala Sporturilor „Traian”, Râmnicu Vâlcea Asistență: 1.500 Arbitri: Cruceru, Eremia |
| 25 februarie 2020 TV Oltenia Facebook18:00 | Badea 8            | (17–13) | Moraru, Pica 5 | Sala Sporturilor „Traian”, Râmnicu Vâlcea Asistență: 1.500 Arbitri: Cruceru, Eremia |
| 25 februarie 2020 TV Oltenia Facebook18:00 | 6× 2×              | Cronica | 2× 1×          | Sala Sporturilor „Traian”, Râmnicu Vâlcea Asistență: 1.500 Arbitri: Cruceru, Eremia |

| 29 aprilie 2020 | HCM Slobozia | Anulat | CSM București | Sala Sporturilor „Andreea Nica”, Slobozia Arbitri: Popa, Velișca |
| 29 aprilie 2020 | Cronica      |        |               | Sala Sporturilor „Andreea Nica”, Slobozia Arbitri: Popa, Velișca |
| 29 aprilie 2020 |              |        |               | Sala Sporturilor „Andreea Nica”, Slobozia Arbitri: Popa, Velișca |

CSM Slatina a stat

### Etapa a XVIII-a
| 26 februarie 2020 CS Gloria 2018 Facebook18:00 | CS Gloria 2018 Bistrița | 28 – 29 | SCM Gloria Buzău | Sala Polivalentă, Bistrița Arbitri: Belean, Sas |
| 26 februarie 2020 CS Gloria 2018 Facebook18:00 | Dincă 7                 | (15–16) | Petruș, Rotaru 6 | Sala Polivalentă, Bistrița Arbitri: Belean, Sas |
| 26 februarie 2020 CS Gloria 2018 Facebook18:00 | 6× 3× 1× 1×             | Cronica | 4× 3×            | Sala Polivalentă, Bistrița Arbitri: Belean, Sas |

| 29 februarie 2020 TVR 211:00 | CS Rapid București | 20 – 27 | CS Minaur Baia Mare | Sala „Rapid”, București Arbitri: Florescu, Stoia |
| 29 februarie 2020 TVR 211:00 | Todor 7            | (13–14) | Burlacenko 6        | Sala „Rapid”, București Arbitri: Florescu, Stoia |
| 29 februarie 2020 TVR 211:00 | 2× 3×              | Cronica | 1× 2×               | Sala „Rapid”, București Arbitri: Florescu, Stoia |

| 29 februarie 2020 11:00 | „U” Cluj  | 25 – 33 | HC Dunărea Brăila | Sala Sporturilor „Horia Demian”, Cluj Arbitri: Doană, Gociu |
| 29 februarie 2020 11:00 | Necula 10 | (14–15) | Tiron 11          | Sala Sporturilor „Horia Demian”, Cluj Arbitri: Doană, Gociu |
| 29 februarie 2020 11:00 | 3× 1×     | Cronica | 5× 3×             | Sala Sporturilor „Horia Demian”, Cluj Arbitri: Doană, Gociu |

| 29 februarie 2020 TV Oltenia Facebook18:00 | SCM Craiova | 28 – 17 | HCM Slobozia | Sala Polivalentă, Craiova Arbitri: Constantin, Gál |
| 29 februarie 2020 TV Oltenia Facebook18:00 | Nikolić 9   | (13–9)  | Georgescu 6  | Sala Polivalentă, Craiova Arbitri: Constantin, Gál |
| 29 februarie 2020 TV Oltenia Facebook18:00 | 6× 2×       | Cronica | 6× 1×        | Sala Polivalentă, Craiova Arbitri: Constantin, Gál |

| 29 februarie 2020 18:00 | CS Măgura Cisnădie   | 27 – 26 | CSM Slatina  | Sala Polivalentă „Măgura”, Cisnădie Arbitri: Pârvu, Potîrniche |
| 29 februarie 2020 18:00 | Moldovan, Senocico 7 | (12–14) | Cârligeanu 6 | Sala Polivalentă „Măgura”, Cisnădie Arbitri: Pârvu, Potîrniche |
| 29 februarie 2020 18:00 | 4× 1×                | Cronica | 7× 2×        | Sala Polivalentă „Măgura”, Cisnădie Arbitri: Pârvu, Potîrniche |

| 11 martie 2020 TVR 118:30 | CSM București | 23 – 22 | SCM Râmnicu Vâlcea | Sala Polivalentă, București Asistență: 0 (din motive de carantină) Arbitri: Cazan, Suliman |
| 11 martie 2020 TVR 118:30 | Cvijić 6      | (15–12) | Glibko, López 6    | Sala Polivalentă, București Asistență: 0 (din motive de carantină) Arbitri: Cazan, Suliman |
| 11 martie 2020 TVR 118:30 | 4× 4×         | Cronica | 5× 4×              | Sala Polivalentă, București Asistență: 0 (din motive de carantină) Arbitri: Cazan, Suliman |

HC Zalău a stat

### Etapa a XIX-a
| 25 februarie 2020 HC Dunărea Brăila Facebook18:00 | HC Dunărea Brăila | 23 – 33 | CSM București | Sala Polivalentă „Danubius”, Brăila Arbitri: Ghiță, Topliceanu |
| 25 februarie 2020 HC Dunărea Brăila Facebook18:00 | Udriștioiu 7      | (17–18) | Neagu 9       | Sala Polivalentă „Danubius”, Brăila Arbitri: Ghiță, Topliceanu |
| 25 februarie 2020 HC Dunărea Brăila Facebook18:00 | 3× 3×             | Cronica | 4× 3×         | Sala Polivalentă „Danubius”, Brăila Arbitri: Ghiță, Topliceanu |

| 4 martie 2020 17:00 | CS Minaur Baia Mare | 30 – 27 | CS Gloria 2018 Bistrița | Sala Sporturilor „Lascăr Pană”, Baia Mare Arbitri: Pârvu, Potîrniche |
| 4 martie 2020 17:00 | Lisewska 13         | (15–14) | Dincă 7                 | Sala Sporturilor „Lascăr Pană”, Baia Mare Arbitri: Pârvu, Potîrniche |
| 4 martie 2020 17:00 | 2× 2×               | Cronica | 4× 3×                   | Sala Sporturilor „Lascăr Pană”, Baia Mare Arbitri: Pârvu, Potîrniche |

| 4 martie 2020 TVR 117:00 | SCM Râmnicu Vâlcea | 27 – 22 | SCM Craiova | Sala Sporturilor „Traian”, Râmnicu Vâlcea Arbitri: Agliceriu, Turdean |
| 4 martie 2020 TVR 117:00 | Elghaoui 6         | (15–10) | Țicu 9      | Sala Sporturilor „Traian”, Râmnicu Vâlcea Arbitri: Agliceriu, Turdean |
| 4 martie 2020 TVR 117:00 | 3× 2×              | Cronica | 2× 2×       | Sala Sporturilor „Traian”, Râmnicu Vâlcea Arbitri: Agliceriu, Turdean |

| 5 martie 2020 16:00 | SCM Gloria Buzău | 23 – 18 | HC Zalău     | Sala Sporturilor „Romeo Iamandi”, Buzău Arbitri: Basso, Tofan |
| 5 martie 2020 16:00 | Simion 6         | (10–8)  | Abed Kader 8 | Sala Sporturilor „Romeo Iamandi”, Buzău Arbitri: Basso, Tofan |
| 5 martie 2020 16:00 | 3× 3×            | Cronica | 4× 1×        | Sala Sporturilor „Romeo Iamandi”, Buzău Arbitri: Basso, Tofan |

| 7 martie 2020 11:00 | CSM Slatina | 31 – 27 | „U” Cluj   | Sala de sport a LPS, Slatina Arbitri: Fânață, Hendrea |
| 7 martie 2020 11:00 | Chitacu 10  | (17–12) | Chintoan 8 | Sala de sport a LPS, Slatina Arbitri: Fânață, Hendrea |
| 7 martie 2020 11:00 | 5× 3×       | Cronica | 6× 1×      | Sala de sport a LPS, Slatina Arbitri: Fânață, Hendrea |

| 7 martie 2020 TVR 215:30 | HCM Slobozia | 16 – 18 | CS Rapid București | Sala Sporturilor „Andreea Nica”, Slobozia Arbitri: Stark, Ștefan |
| 7 martie 2020 TVR 215:30 | Văcariu 7    | (8–10)  | Boljević 6         | Sala Sporturilor „Andreea Nica”, Slobozia Arbitri: Stark, Ștefan |
| 7 martie 2020 TVR 215:30 | 3× 3×        | Cronica | 3× 3×              | Sala Sporturilor „Andreea Nica”, Slobozia Arbitri: Stark, Ștefan |

CS Măgura Cisnădie a stat
Etapele XX–XXVI au fost anulate prin hotărârea Consiliul de Administrație al FRH din 18 mai 2020.

### Etapa a XX-a
| 4 aprilie 2020 | HC Zalău | Anulat | CS Minaur Baia Mare | Sala Sporturilor „Gheorghe Tadici”, Zalău |
| 4 aprilie 2020 | Cronica  |        |                     | Sala Sporturilor „Gheorghe Tadici”, Zalău |
| 4 aprilie 2020 |          |        |                     | Sala Sporturilor „Gheorghe Tadici”, Zalău |

| 4 aprilie 2020 | CS Gloria 2018 Bistrița | Anulat | HCM Slobozia | Sala Polivalentă, Bistrița |
| 4 aprilie 2020 | Cronica                 |        |              | Sala Polivalentă, Bistrița |
| 4 aprilie 2020 |                         |        |              | Sala Polivalentă, Bistrița |

| 4 aprilie 2020 | CS Rapid București | Anulat | SCM Râmnicu Vâlcea | Sala „Rapid”, București |
| 4 aprilie 2020 | Cronica            |        |                    | Sala „Rapid”, București |
| 4 aprilie 2020 |                    |        |                    | Sala „Rapid”, București |

| 4 aprilie 2020 | SCM Craiova | Anulat | HC Dunărea Brăila | Sala Polivalentă, Craiova |
| 4 aprilie 2020 | Cronica     |        |                   | Sala Polivalentă, Craiova |
| 4 aprilie 2020 |             |        |                   | Sala Polivalentă, Craiova |

| 4 aprilie 2020 | CSM București | Anulat | CSM Slatina | Sala „Rapid”, București |
| 4 aprilie 2020 | Cronica       |        |             | Sala „Rapid”, București |
| 4 aprilie 2020 |               |        |             | Sala „Rapid”, București |

| 4 aprilie 2020 | „U” Cluj | Anulat | CS Măgura Cisnădie | Sala Sporturilor „Horia Demian”, Cluj |
| 4 aprilie 2020 | Cronica  |        |                    | Sala Sporturilor „Horia Demian”, Cluj |
| 4 aprilie 2020 |          |        |                    | Sala Sporturilor „Horia Demian”, Cluj |

SCM Gloria Buzău stă

### Etapa a XXI-a
| 11 aprilie 2020 | CS Măgura Cisnădie | Anulat | CSM București | Sala Polivalentă „Măgura”, Cisnădie |
| 11 aprilie 2020 | Cronica            |        |               | Sala Polivalentă „Măgura”, Cisnădie |
| 11 aprilie 2020 |                    |        |               | Sala Polivalentă „Măgura”, Cisnădie |

| 11 aprilie 2020 | CSM Slatina | Anulat | SCM Craiova | Sala de sport a LPS, Slatina |
| 11 aprilie 2020 | Cronica     |        |             | Sala de sport a LPS, Slatina |
| 11 aprilie 2020 |             |        |             | Sala de sport a LPS, Slatina |

| 11 aprilie 2020 | HC Dunărea Brăila | Anulat | CS Rapid București | Sala Polivalentă „Danubius”, Brăila |
| 11 aprilie 2020 | Cronica           |        |                    | Sala Polivalentă „Danubius”, Brăila |
| 11 aprilie 2020 |                   |        |                    | Sala Polivalentă „Danubius”, Brăila |

| 11 aprilie 2020 | SCM Râmnicu Vâlcea | Anulat | CS Gloria 2018 Bistrița | Sala Sporturilor „Traian”, Râmnicu Vâlcea |
| 11 aprilie 2020 | Cronica            |        |                         | Sala Sporturilor „Traian”, Râmnicu Vâlcea |
| 11 aprilie 2020 |                    |        |                         | Sala Sporturilor „Traian”, Râmnicu Vâlcea |

| 11 aprilie 2020 | HCM Slobozia | Anulat | HC Zalău | Sala Sporturilor „Andreea Nica”, Slobozia |
| 11 aprilie 2020 | Cronica      |        |          | Sala Sporturilor „Andreea Nica”, Slobozia |
| 11 aprilie 2020 |              |        |          | Sala Sporturilor „Andreea Nica”, Slobozia |

| 11 aprilie 2020 | CS Minaur Baia Mare | Anulat | SCM Gloria Buzău | Sala Sporturilor „Lascăr Pană”, Baia Mare |
| 11 aprilie 2020 | Cronica             |        |                  | Sala Sporturilor „Lascăr Pană”, Baia Mare |
| 11 aprilie 2020 |                     |        |                  | Sala Sporturilor „Lascăr Pană”, Baia Mare |

„U” Cluj stă

### Etapa a XXII-a
| 15 aprilie 2019 | SCM Gloria Buzău | Anulat | HCM Slobozia | Sala Sporturilor „Romeo Iamandi”, Buzău |
| 15 aprilie 2019 | Cronica          |        |              | Sala Sporturilor „Romeo Iamandi”, Buzău |
| 15 aprilie 2019 |                  |        |              | Sala Sporturilor „Romeo Iamandi”, Buzău |

| 15 aprilie 2019 | HC Zalău | Anulat | SCM Râmnicu Vâlcea | Sala Sporturilor „Gheorghe Tadici”, Zalău |
| 15 aprilie 2019 | Cronica  |        |                    | Sala Sporturilor „Gheorghe Tadici”, Zalău |
| 15 aprilie 2019 |          |        |                    | Sala Sporturilor „Gheorghe Tadici”, Zalău |

| 15 aprilie 2019 | CS Gloria 2018 Bistrița | Anulat | HC Dunărea Brăila | Sala Polivalentă, Bistrița |
| 15 aprilie 2019 | Cronica                 |        |                   | Sala Polivalentă, Bistrița |
| 15 aprilie 2019 |                         |        |                   | Sala Polivalentă, Bistrița |

| 15 aprilie 2019 | CS Rapid București | Anulat | CSM Slatina | Sala „Rapid”, București |
| 15 aprilie 2019 | Cronica            |        |             | Sala „Rapid”, București |
| 15 aprilie 2019 |                    |        |             | Sala „Rapid”, București |

| 15 aprilie 2019 | SCM Craiova | Anulat | CS Măgura Cisnădie | Sala Polivalentă, Craiova |
| 15 aprilie 2019 | Cronica     |        |                    | Sala Polivalentă, Craiova |
| 15 aprilie 2019 |             |        |                    | Sala Polivalentă, Craiova |

| 15 aprilie 2019 | CSM București | Anulat | „U” Cluj | Sala „Rapid”, București |
| 15 aprilie 2019 | Cronica       |        |          | Sala „Rapid”, București |
| 15 aprilie 2019 |               |        |          | Sala „Rapid”, București |

CS Minaur Baia Mare stă

### Etapa a XXIII-a
| 2 mai 2019 | „U” Cluj | Anulat | SCM Craiova | Sala Sporturilor „Horia Demian”, Cluj |
| 2 mai 2019 | Cronica  |        |             | Sala Sporturilor „Horia Demian”, Cluj |
| 2 mai 2019 |          |        |             | Sala Sporturilor „Horia Demian”, Cluj |

| 2 mai 2019 | CS Măgura Cisnădie | Anulat | CS Rapid București | Sala Polivalentă „Măgura”, Cisnădie |
| 2 mai 2019 | Cronica            |        |                    | Sala Polivalentă „Măgura”, Cisnădie |
| 2 mai 2019 |                    |        |                    | Sala Polivalentă „Măgura”, Cisnădie |

| 2 mai 2019 | CSM Slatina | Anulat | CS Gloria 2018 Bistrița | Sala de sport a LPS, Slatina |
| 2 mai 2019 | Cronica     |        |                         | Sala de sport a LPS, Slatina |
| 2 mai 2019 |             |        |                         | Sala de sport a LPS, Slatina |

| 2 mai 2019 | HC Dunărea Brăila | Anulat | HC Zalău | Sala Polivalentă „Danubius”, Brăila |
| 2 mai 2019 | Cronica           |        |          | Sala Polivalentă „Danubius”, Brăila |
| 2 mai 2019 |                   |        |          | Sala Polivalentă „Danubius”, Brăila |

| 2 mai 2019 | SCM Râmnicu Vâlcea | Anulat | SCM Gloria Buzău | Sala Sporturilor „Traian”, Râmnicu Vâlcea |
| 2 mai 2019 | Cronica            |        |                  | Sala Sporturilor „Traian”, Râmnicu Vâlcea |
| 2 mai 2019 |                    |        |                  | Sala Sporturilor „Traian”, Râmnicu Vâlcea |

| 2 mai 2019 | HCM Slobozia | Anulat | CS Minaur Baia Mare | Sala Sporturilor „Andreea Nica”, Slobozia |
| 2 mai 2019 | [ Cronica]   |        |                     | Sala Sporturilor „Andreea Nica”, Slobozia |
| 2 mai 2019 |              |        |                     | Sala Sporturilor „Andreea Nica”, Slobozia |

CSM București stă

### Etapa a XXIV-a
| 9 mai 2020 | CS Minaur Baia Mare | Anulat | SCM Râmnicu Vâlcea | Sala Sporturilor „Lascăr Pană”, Baia Mare |
| 9 mai 2020 | Cronica             |        |                    | Sala Sporturilor „Lascăr Pană”, Baia Mare |
| 9 mai 2020 |                     |        |                    | Sala Sporturilor „Lascăr Pană”, Baia Mare |

| 9 mai 2020 | SCM Gloria Buzău | Anulat | HC Dunărea Brăila | Sala Sporturilor „Romeo Iamandi”, Buzău |
| 9 mai 2020 | Cronica          |        |                   | Sala Sporturilor „Romeo Iamandi”, Buzău |
| 9 mai 2020 |                  |        |                   | Sala Sporturilor „Romeo Iamandi”, Buzău |

| 9 mai 2020 | HC Zalău | Anulat | CSM Slatina | Sala Sporturilor „Gheorghe Tadici”, Zalău |
| 9 mai 2020 | Cronica  |        |             | Sala Sporturilor „Gheorghe Tadici”, Zalău |
| 9 mai 2020 |          |        |             | Sala Sporturilor „Gheorghe Tadici”, Zalău |

| 9 mai 2020 | CS Gloria 2018 Bistrița | Anulat | CS Măgura Cisnădie | Sala Polivalentă, Bistrița |
| 9 mai 2020 | Cronica                 |        |                    | Sala Polivalentă, Bistrița |
| 9 mai 2020 |                         |        |                    | Sala Polivalentă, Bistrița |

| 9 mai 2020 | CS Rapid București | Anulat | „U” Cluj | Sala „Rapid”, București |
| 9 mai 2020 | Cronica            |        |          | Sala „Rapid”, București |
| 9 mai 2020 |                    |        |          | Sala „Rapid”, București |

| 9 mai 2020 | SCM Craiova | Anulat | CSM București | Sala Polivalentă, Craiova |
| 9 mai 2020 | Cronica     |        |               | Sala Polivalentă, Craiova |
| 9 mai 2020 |             |        |               | Sala Polivalentă, Craiova |

HCM Slobozia stă

### Etapa a XXV-a
| 16 mai 2020 | CSM București | Anulat | CS Rapid București | Sala „Rapid”, București |
| 16 mai 2020 | Cronica       |        |                    | Sala „Rapid”, București |
| 16 mai 2020 |               |        |                    | Sala „Rapid”, București |

| 16 mai 2020 | „U” Cluj | Anulat | CS Gloria 2018 Bistrița | Sala Sporturilor „Horia Demian”, Cluj |
| 16 mai 2020 | Cronica  |        |                         | Sala Sporturilor „Horia Demian”, Cluj |
| 16 mai 2020 |          |        |                         | Sala Sporturilor „Horia Demian”, Cluj |

| 16 mai 2020 | CS Măgura Cisnădie | Anulat | HC Zalău | Sala Polivalentă „Măgura”, Cisnădie |
| 16 mai 2020 | Cronica            |        |          | Sala Polivalentă „Măgura”, Cisnădie |
| 16 mai 2020 |                    |        |          | Sala Polivalentă „Măgura”, Cisnădie |

| 16 mai 2020 | CSM Slatina | Anulat | SCM Gloria Buzău | Sala de sport a LPS, Slatina |
| 16 mai 2020 | Cronica     |        |                  | Sala de sport a LPS, Slatina |
| 16 mai 2020 |             |        |                  | Sala de sport a LPS, Slatina |

| 16 mai 2020 | HC Dunărea Brăila | Anulat | CS Minaur Baia Mare | Sala Polivalentă „Danubius”, Brăila |
| 16 mai 2020 | Cronica           |        |                     | Sala Polivalentă „Danubius”, Brăila |
| 16 mai 2020 |                   |        |                     | Sala Polivalentă „Danubius”, Brăila |

| 16 mai 2020 | SCM Râmnicu Vâlcea | Anulat | HCM Slobozia | Sala Sporturilor „Traian”, Râmnicu Vâlcea |
| 16 mai 2020 | Cronica            |        |              | Sala Sporturilor „Traian”, Râmnicu Vâlcea |
| 16 mai 2020 |                    |        |              | Sala Sporturilor „Traian”, Râmnicu Vâlcea |

SCM Craiova stă

### Etapa a XXVI-a
| 20 mai 2020 | HCM Slobozia | Anulat | HC Dunărea Brăila | Sala Sporturilor „Andreea Nica”, Slobozia |
| 20 mai 2020 | Cronica      |        |                   | Sala Sporturilor „Andreea Nica”, Slobozia |
| 20 mai 2020 |              |        |                   | Sala Sporturilor „Andreea Nica”, Slobozia |

| 20 mai 2020 | CS Minaur Baia Mare | Anulat | CSM Slatina | Sala Sporturilor „Lascăr Pană”, Baia Mare |
| 20 mai 2020 | Cronica             |        |             | Sala Sporturilor „Lascăr Pană”, Baia Mare |
| 20 mai 2020 |                     |        |             | Sala Sporturilor „Lascăr Pană”, Baia Mare |

| 20 mai 2020 | SCM Gloria Buzău | Anulat | CS Măgura Cisnădie | Sala Sporturilor „Romeo Iamandi”, Buzău |
| 20 mai 2020 | Cronica          |        |                    | Sala Sporturilor „Romeo Iamandi”, Buzău |
| 20 mai 2020 |                  |        |                    | Sala Sporturilor „Romeo Iamandi”, Buzău |

| 20 mai 2020 | HC Zalău | Anulat | „U” Cluj | Sala Sporturilor „Gheorghe Tadici”, Zalău |
| 20 mai 2020 | Cronica  |        |          | Sala Sporturilor „Gheorghe Tadici”, Zalău |
| 20 mai 2020 |          |        |          | Sala Sporturilor „Gheorghe Tadici”, Zalău |

| 20 mai 2020 | CS Gloria 2018 Bistrița | Anulat | CSM București | Sala Polivalentă, Bistrița |
| 20 mai 2020 | Cronica                 |        |               | Sala Polivalentă, Bistrița |
| 20 mai 2020 |                         |        |               | Sala Polivalentă, Bistrița |

| 20 mai 2020 | CS Rapid București | Anulat | SCM Craiova | Sala „Rapid”, București |
| 20 mai 2020 | Cronica            |        |             | Sala „Rapid”, București |
| 20 mai 2020 |                    |        |             | Sala „Rapid”, București |

SCM Râmnicu Vâlcea stă

## Promovare și retrogradare
Pe 18 mai 2020, Consiliul de Administrație al FRH a votat în unanimitate ca nici o echipă să nu retrogradeze în Divizia A, dar să se organizeze un turneu de promovare în urma căruia în Liga Națională de handbal feminin 2020-2021 să promoveze echipele clasate pe primele 3 locuri. Astfel, ediția 2020-2021 a Ligii Naționale se va desfășura cu 16 echipe.

## Clasamentul marcatoarelor
Modificat după retrogadarea Coronei Brașov din Liga Națională;2)

Actualizat pe 11 martie 2020, valabil pe 18 mai 2020, după anularea etapelor rămase de disputat;3)
| Poz. | Nume                          | Echipă              | Goluri |
| ---- | ----------------------------- | ------------------- | ------ |
| 1    | Ada Moldovan (ROU)            | CS Măgura Cisnădie  | 98     |
| 2    | Ana Maria Iuganu (ROU)        | SCM Gloria Buzău    | 93     |
| 3    | Dana Abed Kader (ROU)         | HC Zalău            | 90     |
| 3    | Ana Maria Țicu (ROU)          | SCM Craiova         | 90     |
| 5    | Marina Dmitrović (SRB)        | HC Dunărea Brăila   | 87     |
| 6    | Valentina Ardean-Elisei (ROU) | CS Gloria 2018      | 85     |
| 7    | Alexandra Georgescu (ROU)     | HCM Slobozia        | 82     |
| 7    | Sylwia Lisewska (POL)         | CS Minaur Baia Mare | 82     |
| 9    | Mihaela Ani-Senocico (ROU)    | CS Măgura Cisnădie  | 79     |
| 10   | Asma Elghaoui (HUN)           | SCM Râmnicu Vâlcea  | 72     |